# Liste der denkmalgeschützten Objekte in Wels-Wels
Die Liste der denkmalgeschützten Objekte in Wels-Wels enthält die 186 denkmalgeschützten, unbeweglichen Objekte der Katastralgemeinde Wels der oberösterreichischen Stadt Wels. Diese umfasst den Stadtteil Innere Stadt, und zu einem großen Teil den Stadtteil Neustadt.

## Denkmäler
| Foto |                 | Denkmal                                                                                                  | Standort                                         | Beschreibung | Metadaten |
| ---- | --------------- | --- | ------------------------------------------------ | --- | --- |
| ja   | Datei hochladen | Mariensäule HERIS-ID: 88732 Objekt-ID: 103316                                                            | bei Adlerstraße 2 Standort KG: Wels              | Um 1660 stand die Säule am Minoritenplatz. 1843/44 wurde sie wegen Baufälligkeit abgebrochen und am jetzigen Platz gegenüber der Vorstadtpfarrkirche wieder aufgestellt. | BDA-Hist.: Q37727484 Status: § 2a Stand der BDA-Liste: 2025-06-30 Name: Mariensäule GstNr.: 2482/3 |
| ja   | Datei hochladen | Dreifaltigkeitssäule HERIS-ID: 102465 Objekt-ID: 118874                                                  | vor Adlerstraße 7 Standort KG: Wels              | Die Dreifaltigkeitssäule oder Pestsäule trägt die Jahreszahl 1712, ein Jahr in dem in Oberösterreich die Pest wütete. Den Abschluss der Säule bildet eine Darstellung der Hl. Dreifaltigkeit. | BDA-Hist.: Q37790573 Status: § 2a Stand der BDA-Liste: 2025-06-30 Name: Dreifaltigkeitssäule GstNr.: 2376 |
| ja   | Datei hochladen | Bürgerhaus, ehem. Hofflügel und Hinterhaus HERIS-ID: 44851 Objekt-ID: 45731                              | Adlerstraße 10 Standort KG: Wels                 | | BDA-Hist.: Q38011308 Status: Bescheid Stand der BDA-Liste: 2025-06-30 Name: Bürgerhaus, ehem. Hofflügel und Hinterhaus GstNr.: 146/2 |
| ja   | Datei hochladen | Wohnhaus, ehem. Handwerkerhaus HERIS-ID: 45379 Objekt-ID: 46693                                          | Altstadt 3 Standort KG: Wels                     | Ein spätgotisches Haus mit Doppelgiebelsilhouette. | BDA-Hist.: Q38015438 Status: Bescheid Stand der BDA-Liste: 2025-06-30 Name: Wohnhaus, ehem. Handwerkerhaus GstNr.: 198 |
| ja   | Datei hochladen | Bürgerhaus HERIS-ID: 45275 Objekt-ID: 46492                                                              | Altstadt 6 Standort KG: Wels                     | | BDA-Hist.: Q38014832 Status: Bescheid Stand der BDA-Liste: 2025-06-30 Name: Bürgerhaus GstNr.: 204 |
| ja   | Datei hochladen | Bürgerhaus HERIS-ID: 44852 Objekt-ID: 45732                                                              | Altstadt 7 Standort KG: Wels                     | | BDA-Hist.: Q38011319 Status: Bescheid Stand der BDA-Liste: 2025-06-30 Name: Bürgerhaus GstNr.: 181 |
| ja   | Datei hochladen | Bürgerhaus HERIS-ID: 38801 Objekt-ID: 38408                                                              | Altstadt 13 Standort KG: Wels                    | | BDA-Hist.: Q37984012 Status: Bescheid Stand der BDA-Liste: 2025-06-30 Name: Bürgerhaus GstNr.: 184 |
| ja   | Datei hochladen | Bürgerhaus HERIS-ID: 38802 Objekt-ID: 38409                                                              | Altstadt 15 Standort KG: Wels                    | Ein über das Eck gestellter Erker sowie gotische Guckfenster an den Schmalseiten des Erkers sind für dieses Haus bezeichnend und erinnern in der Bauweise an das Haus der Salome Alt am Stadtplatz. | BDA-Hist.: Q37984023 Status: Bescheid Stand der BDA-Liste: 2025-06-30 Name: Bürgerhaus GstNr.: 186 |
| ja   | Datei hochladen | Ungelderhaus der Burg Wels HERIS-ID: 45814 Objekt-ID: 47266                                              | Altstadt 16 Standort KG: Wels                    | Das ehemalige Ungelderhaus war das Haus des Steuereinnehmers. Es hat ein gotisches Giebeldach und liegt in unmittelbarer Nähe zur Burg Wels. | BDA-Hist.: Q38017610 Status: Bescheid Stand der BDA-Liste: 2025-06-30 Name: Ungelderhaus der Burg Wels GstNr.: 212 |
| ja   | Datei hochladen | Wasserturm HERIS-ID: 104986 Objekt-ID: 121921                                                            | Am Zwinger Standort KG: Wels                     | Der Wasserturm wurde 1577 im Auftrag des Stadtkammeramtes von Maurermeister Wolfgang Khranlachner errichtet. Er versorgte früher die öffentlichen Brunnen der Stadt sowie auch einzelne Privathäuser mit Wasser. Bemerkenswert sind auch Fassadenmalereien aus der Renaissance, die von Maler Niclas Linkh angefertigt wurden. | BDA-Hist.: Q37802878 Status: § 2a Stand der BDA-Liste: 2025-06-30 Name: Wasserturm GstNr.: 242 Water Tower (Wels) |
| ja   | Datei hochladen | Bürgerhaus HERIS-ID: 38803 Objekt-ID: 38410                                                              | Bäckergasse 8 Standort KG: Wels                  | Ein zweigeschoßiges, fünfachsiges Haus, dessen Fassade zwischen 1890 und 1895 vom Welser Baumeister Josef Weixelbaumer im historistischen Stil geschaffen wurde. | BDA-Hist.: Q37984034 Status: § 57-Mandatsbescheid Stand der BDA-Liste: 2025-06-30 Name: Bürgerhaus GstNr.: 587 |
| ja   | Datei hochladen | Wohn- und Geschäftshaus HERIS-ID: 52682 Objekt-ID: 60164                                                 | Bahnhofstraße 3 Standort KG: Wels                | Das Wohn- und Geschäftshaus wurde 1913/14 errichtet und hat eine Jugendstilfassade die zum wertvollsten Bestand dieses Stils in Wels gehört. | BDA-Hist.: Q38053473 Status: Bescheid Stand der BDA-Liste: 2025-06-30 Name: Wohn- und Geschäftshaus GstNr.: 839/1 |
| ja   | Datei hochladen | Wohn- und Geschäftshaus HERIS-ID: 56479 Objekt-ID: 65938                                                 | Bahnhofstraße 5 Standort KG: Wels                | Das Haus wurde 1912 nach den Plänen von Franz Scharf als dreigeschoßiges, dreiachsiges Wohnhaus errichtet. Es besitzt eine Jugendstilfassade mit Giebelaufbau und Mittelerker. | BDA-Hist.: Q38072685 Status: Bescheid Stand der BDA-Liste: 2025-06-30 Name: Wohn- und Geschäftshaus GstNr.: 839/2 |
| ja   | Datei hochladen | Wohnhaus HERIS-ID: 57329 Objekt-ID: 67277                                                                | Bahnhofstraße 7 Standort KG: Wels                | Ein Jugendstilhaus, welches 1910 für den Direktor des oberösterreichischen Bauernkreditvereines Franz Schoberleitner errichtet wurde. | BDA-Hist.: Q38075965 Status: Bescheid Stand der BDA-Liste: 2025-06-30 Name: Wohnhaus GstNr.: 838/3 |
| ja   | Datei hochladen | Wohnhaus HERIS-ID: 52683 Objekt-ID: 60165                                                                | Bahnhofstraße 9 Standort KG: Wels                | Das Wohnhaus im Jugendstil hat ein aufwändig gestaltetes Portal und einen ebenso aufwändigen Mittelerker. Über die ganze Fassade sind geometrische und pflanzliche Ornamente verteilt. | BDA-Hist.: Q38053486 Status: Bescheid Stand der BDA-Liste: 2025-06-30 Name: Wohnhaus GstNr.: 837 |
| ja   | Datei hochladen | Wohn- und Geschäftshaus HERIS-ID: 89381 Objekt-ID: 104010seit 2021                                       | Bahnhofstraße 15 Standort KG: Wels               | Das Haus wurde 1928 erbaut, die Bauinschrift nennt Leo Keller als Architekten. | BDA-Hist.: Q105668995 Status: Bescheid Stand der BDA-Liste: 2025-06-30 Name: Wohn- und Geschäftshaus GstNr.: 845/2 |
| ja   | Datei hochladen | Bürgerhaus HERIS-ID: 45217 Objekt-ID: 46138                                                              | Burggasse 3 Standort KG: Wels                    | | BDA-Hist.: Q38014299 Status: Bescheid Stand der BDA-Liste: 2025-06-30 Name: Bürgerhaus GstNr.: 158 |
| ja   | Datei hochladen | Bürgerhaus HERIS-ID: 44853 Objekt-ID: 45733                                                              | Burggasse 5 Standort KG: Wels                    | | BDA-Hist.: Q38011328 Status: Bescheid Stand der BDA-Liste: 2025-06-30 Name: Bürgerhaus GstNr.: 159 |
| ja   | Datei hochladen | Burg Wels HERIS-ID: 102494 Objekt-ID: 118904                                                             | Burggasse 13 Standort KG: Wels                   | Urkundlich erstmals 776 erschienen galt die Burg Wels bis ins Mittelalter als Bollwerk zum Schutze des Traunüberganges. Sie war im Besitz der Grafen von Wels und Lambach, ging dann an die Babenberger und Habsburger über, dann an die Auersperg und gehört heute der Stadt Wels. 1519 starb hier Kaiser Maximilian I. Über dem Rundportal des Westeingangs befindet sich von 2 Vasen flankiert das Auerspergische Wappen in Rokokoumrahmung. | BDA-Hist.: Q1014536 Status: § 2a Stand der BDA-Liste: 2025-06-30 Name: Burg Wels GstNr.: 163/1, 165 Burg Wels |
| ja   | Datei hochladen | Ehem. Hutfabrik Blum HERIS-ID: 110673 Objekt-ID: 128389                                                  | Carl-Blum-Straße 3 Standort KG: Wels             | 1874 wurde das Gebäude von Carl Blum als Werkstätte für eine Hutfabrik errichtet, welche bis 1935 bestand. Heute beherbergt das Gebäude mehrere Produktions- und Handelsbetriebe. | BDA-Hist.: Q37820103 Status: § 2a Stand der BDA-Liste: 2025-06-30 Name: Ehem. Hutfabrik Blum GstNr.: 2215/2, 2224/4 |
| ja   | Datei hochladen | Villa, Kindergarten HERIS-ID: 100846 Objekt-ID: 117123                                                   | Carl-Blum-Straße 7 Standort KG: Wels             | | BDA-Hist.: Q37785874 Status: § 2a Stand der BDA-Liste: 2025-06-30 Name: Villa, Kindergarten GstNr.: 2223, 2225/1, 2222/1, 2225/4 |
| ja   | Datei hochladen | Römisches Gräberfeld Wels-Ost HERIS-ID: 112256 Objekt-ID: 130330seit 2013                                | Dr.-Groß-Straße Standort KG: Wels                | | BDA-Hist.: Q37830058 Status: Bescheid Stand der BDA-Liste: 2025-06-30 Name: Römisches Gräberfeld Wels-Ost GstNr.: 1701/1, 1701/2, 1711, 1712, 1694 |
| ja   | Datei hochladen | Öffentliche Volksschule 3 HERIS-ID: 100668 Objekt-ID: 116935                                             | Dr.-Schauer-Straße 2, 4 Standort KG: Wels        | Die ehemalige Evangelische Knaben-Hauptschule wurde 1930 von Leo Keller erbaut. | BDA-Hist.: Q37785170 Status: § 2a Stand der BDA-Liste: 2025-06-30 Name: Öffentliche Volksschule 3 GstNr.: 2055/2, 2055/3 |
| ja   | Datei hochladen | Alter Schlachthof HERIS-ID: 97143 Objekt-ID: 112889                                                      | Dragonerstraße 22, 24 Standort KG: Wels          | → Hauptartikel : Alter Schlachthof (Wels) f1 | BDA-Hist.: Q26208518 Status: § 2a Stand der BDA-Liste: 2025-06-30 Name: Schlachthof GstNr.: 736/1, 736/2, 737/3 |
| ja   | Datei hochladen | Dragonerkaserne, ehem. Alpenjägerkaserne, ehem. Straßenmeisterei HERIS-ID: 56800 Objekt-ID: 66391        | Dragonerstraße 44 Standort KG: Wels              | Die Alpenjägerkaserne stammt aus der Mitte des 19. Jahrhunderts und besteht aus einem Hauptgebäude mit drei Innenhöfen, sowie aus Nebengebäuden, die als Pferdeställe, Schmieden, Werkstätten und Magazingebäude dienten. Die Planung stammt von k. u. k. Landesbaudirektor Josef Baumgartner. Sie war früher die Kaserne der Dragonerregimenter Nr. 15, 3, 6 und zuletzt für das Dragonerregiment „Kaiser Ferdinand“ Nr. 4. | BDA-Hist.: Q20643035 Status: Bescheid Stand der BDA-Liste: 2025-06-30 Name: Dragonerkaserne, ehem. Alpenjägerkaserne, ehem. Straßenmeisterei GstNr.: 692, 704 Dragonerkaserne Wels                                                                            |
| ja   | Datei hochladen | Kath. Pfarrkirche, Herz-Jesu-Kirche HERIS-ID: 52703 Objekt-ID: 60187                                     | Eferdinger Straße 76 Standort KG: Wels           | → Hauptartikel : Herz-Jesu-Kirche (Wels) f1 | BDA-Hist.: Q1614998 Status: § 2a Stand der BDA-Liste: 2025-06-30 Name: Kath. Pfarrkirche, Herz-Jesu-Kirche GstNr.: 1434 Sacred Heart Church in Wels |
| ja   | Datei hochladen | Polytechnische Schule Wels HERIS-ID: 89393 Objekt-ID: 104022                                             | Eisenhowerstraße 18 Standort KG: Wels            | | BDA-Hist.: Q37737200 Status: § 2a Stand der BDA-Liste: 2025-06-30 Name: Polytechnische Schule Wels GstNr.: 935, 929/2 |
| ja   | Datei hochladen | Bürgerhaus, ehem. Ledererhaus HERIS-ID: 47072 Objekt-ID: 49609                                           | Fabrikstraße 4 Standort KG: Wels                 | Ein ehemaliges Ledererhaus mit einer Fassade von 1884. 1997 wurde es saniert und mit Strangfalzziegel neu eingedeckt. | BDA-Hist.: Q38025508 Status: Bescheid Stand der BDA-Liste: 2025-06-30 Name: Bürgerhaus, ehem. Ledererhaus GstNr.: 543/4 |
| ja   | Datei hochladen | Bürgerhaus, ehem. Ledererhaus HERIS-ID: 38804 Objekt-ID: 38411                                           | Fabrikstraße 10 Standort KG: Wels                | Ein ehemaliges Ledererhaus mit einer Fassade aus dem Ende des 19. Jahrhunderts. | BDA-Hist.: Q37984044 Status: Bescheid Stand der BDA-Liste: 2025-06-30 Name: Bürgerhaus, ehem. Ledererhaus GstNr.: 538 Ehemaliges Ledererhaus, Fabrikstraße 10, Wels                                                                                           |
| ja   | Datei hochladen | Bürgerhaus, ehem. Ledererhaus HERIS-ID: 46124 Objekt-ID: 47795                                           | Fabrikstraße 12 Standort KG: Wels                | Ein ehemaliges Ledererhaus, bei dem die Fassade aus dem Jahre 1875 stammt. | BDA-Hist.: Q38019414 Status: Bescheid Stand der BDA-Liste: 2025-06-30 Name: Bürgerhaus, ehem. Ledererhaus GstNr.: 536 |
| ja   | Datei hochladen | Bürgerhaus, ehem. Ledererhaus HERIS-ID: 46122 Objekt-ID: 47793                                           | Fabrikstraße 16 Standort KG: Wels                | | BDA-Hist.: Q38019403 Status: Bescheid Stand der BDA-Liste: 2025-06-30 Name: Bürgerhaus, ehem. Ledererhaus GstNr.: 532 |
| ja   | Datei hochladen | Wohnhaus, ehem. Stuckwirt HERIS-ID: 38805 Objekt-ID: 38412                                               | Fabrikstraße 18 Standort KG: Wels                | Ursprünglich ein Ledererhaus, beherbergte es nach dem Rückgang des Gerbergewerbes ab 1709 eine Gaststätte. Seit dem 19. Jahrhundert lässt sich der Gasthausname „Stuckwirt“ belegen. Das heutige Wohnhaus weist noch gotische Bauteile auf. Die Fassade besteht aus einem spätgotischen Vorhangportal und aus Fensterkörben im ersten Stock, die aus der Zeit um 1775 stammen. | BDA-Hist.: Q37984055 Status: Bescheid Stand der BDA-Liste: 2025-06-30 Name: Wohnhaus, ehem. Stuckwirt GstNr.: 531 |
| ja   | Datei hochladen | Bürgerhaus HERIS-ID: 38806 Objekt-ID: 38413                                                              | Fischergasse 29 Standort KG: Wels                | Erwähnenswert an diesem Haus ist neben drei markanten Rundbögen auch ein Hausbild an der Fassadenfront mit einer Darstellung der Marien-Krönung mit der Hl. Dreifaltigkeit, dem hl. Sebastian und dem hl. Florian. | BDA-Hist.: Q37984069 Status: Bescheid Stand der BDA-Liste: 2025-06-30 Name: Bürgerhaus GstNr.: 2150 |
| ja   | Datei hochladen | Bürgerhaus HERIS-ID: 38807 Objekt-ID: 38414                                                              | Fischergasse 31 Standort KG: Wels                | An der Fassadenfront befindet sich ein markantes Hausbild mit dem Bildtext: „Gelobt sei die allerheiligste Dreifaltigkeit.“ | BDA-Hist.: Q37984079 Status: Bescheid Stand der BDA-Liste: 2025-06-30 Name: Bürgerhaus GstNr.: 2153 |
| ja   | Datei hochladen | Bürgerhaus HERIS-ID: 38808 Objekt-ID: 38415                                                              | Fischergasse 33 Standort KG: Wels                | Geburtshaus von Alois Auer von Welsbach mit einer Gedenktafel an die berühmte Persönlichkeit an der Fassadenfront. | BDA-Hist.: Q37984090 Status: Bescheid Stand der BDA-Liste: 2025-06-30 Name: Bürgerhaus GstNr.: 2154/2 |
| ja   | Datei hochladen | Bürgerhaus HERIS-ID: 30021 Objekt-ID: 26744                                                              | Fischergasse 35 Standort KG: Wels                | | BDA-Hist.: Q37929613 Status: Bescheid Stand der BDA-Liste: 2025-06-30 Name: Bürgerhaus GstNr.: 2154/1 |
| ja   | Datei hochladen | Reste des ehem. Schlosses HERIS-ID: 109566 Objekt-ID: 127198                                             | Freiung 17, in der Nähe Standort KG: Wels        | | BDA-Hist.: Q37815257 Status: § 2a Stand der BDA-Liste: 2025-06-30 Name: Reste des ehem. Schlosses GstNr.: 101, 102/2, 103, 2486 Schloss Polheim Wels |
| ja   | Datei hochladen | Schloss Polheim, Brauereitrakt mit ehem. Kapelle HERIS-ID: 38810 Objekt-ID: 38417                        | Freiung 14 Standort KG: Wels                     | Das Schloss Pollheim wurde Mitte des 13. Jahrhunderts von Albero von Pollheim durch Zusammenbau mehrerer bestehender Häuser gegründet. Es war früher zentraler Bestandteil der Befestigungsanlage von Wels und durch Zugbrücken und Gräben gesichert. Es besteht aus einem gotischen Turm und angeschlossene Trakte im Renaissancestil. Heute beherbergt das Gebäude private Wohnungen. | BDA-Hist.: Q2242953 Status: Bescheid Stand der BDA-Liste: 2025-06-30 Name: Schloss Polheim, Brauereitrakt mit ehem. Kapelle GstNr.: 104 Schloss Polheim Wels                                                                                                  |
| ja   | Datei hochladen | Theater im Kornspeicher HERIS-ID: 101682 Objekt-ID: 118023                                               | Freiung 15 Standort KG: Wels                     | Niedriges zweigeschoßiges Gebäude aus der Zeit der Renaissance. Es diente früher als Getreidespeicher. Heute beherbergt es ein Theater. | BDA-Hist.: Q37788441 Status: § 2a Stand der BDA-Liste: 2025-06-30 Name: Theater im Kornspeicher GstNr.: 134 |
| ja   | Datei hochladen | Schloss, Musikschule HERIS-ID: 102578 Objekt-ID: 119022                                                  | Freiung 16 Standort KG: Wels                     | Dieser Trakt des Schlosses Pollheim bildet den Durchgang zur Freiung, jenem Gebiet, das früher außerhalb der Stadtgerichtsbarkeit lag und deshalb den Namen „Freiung“ erhielt. | BDA-Hist.: Q37790951 Status: § 2a Stand der BDA-Liste: 2025-06-30 Name: Schloss, Musikschule GstNr.: 105 Schloss Polheim Wels |
| ja   | Datei hochladen | Schloss, Musikschule HERIS-ID: 102579 Objekt-ID: 119023                                                  | Freiung 18 Standort KG: Wels                     | Dieser Trakt des Schlosses Pollheim war früher auch Teil der Verteidigungsanlage und beherbergt heute die Musikschule Wels. | BDA-Hist.: Q37790966 Status: § 2a Stand der BDA-Liste: 2025-06-30 Name: Schloss, Musikschule GstNr.: 106 Schloss Polheim Wels |
| ja   | Datei hochladen | Anlage Stadtfriedhof HERIS-ID: 109556 Objekt-ID: 127188                                                  | Friedhofstraße 67 Standort KG: Wels              | Am 13. Juli 1886 wurde der neue Gemeindefriedhof durch Stadtpfarrer August Heilmann eingeweiht. Deswegen findet man am Hauptportal die römische Jahreszahl MDCCCLXXXVI. Am Friedhof befinden sich 49 Arkaden- bzw. Rundbogengrüfte. Anmerkung: Ein Teil des Friedhofs liegt bereits in der KG Pernau | BDA-Hist.: Q31840436 Status: § 2a Stand der BDA-Liste: 2025-06-30 Name: Anlage Stadtfriedhof GstNr.: 1409/1, 1410/2, 108/3, .191 (KG 51224 Pernau) Stadtfriedhof Wels                                                                                         |
| ja   | Datei hochladen | Jüdischer bzw. KZ-Friedhof HERIS-ID: 110731 Objekt-ID: 128452                                            | Friedhofstraße Standort KG: Wels                 | Der jüdische Friedhof ist Teil der Gesamtanlage des Welser Gemeindefriedhofes. | BDA-Hist.: Q37820517 Status: § 2a Stand der BDA-Liste: 2025-06-30 Name: Jüdischer bzw. KZ-Friedhof GstNr.: 1340/1, 1339 |
| ja   | Datei hochladen | Klinikum Kreuzschwestern Wels HERIS-ID: 104703 Objekt-ID: 121575                                         | Grieskirchner Straße 42 Standort KG: Wels        | Das Krankenhaus wurde 1912 vom Stadtpfarrer Georg Wagnleithner mit 20 Betten eingerichtet. Seither wurden ständig bauliche Erweiterungen vorgenommen, sodass es heute zu den größten Spitälern Österreichs zählt. | BDA-Hist.: Q37801666 Status: § 2a Stand der BDA-Liste: 2025-06-30 Name: Klinikum Kreuzschwestern Wels GstNr.: 1256/1 Krankenhaus Wels |
| ja   | Datei hochladen | Ehem. Jubiläumsvolksschule HERIS-ID: 97120 Objekt-ID: 112824                                             | Grillparzerstraße 2 Standort KG: Wels            | Die Doppelvolksschule (Knaben und Mädchen) wurde 1912 nach den Plänen des Stadtbauamtes und nach Ergänzungen des Linzer Architekten Mauriz Balzarek errichtet. Die früher getrennten Eingänge für Knaben und Mädchen sind jeweils am äußeren Rand des Gebäudes angebracht. | BDA-Hist.: Q37769470 Status: § 2a Stand der BDA-Liste: 2025-06-30 Name: Ehem. Jubiläumsvolksschule GstNr.: 1251/2 Jubiläumsvolksschule, Wels |
| ja   | Datei hochladen | Bürgerhaus HERIS-ID: 38811 Objekt-ID: 38418                                                              | Hafergasse 9 Standort KG: Wels                   | Dieses Bürgerhaus im Stile der Renaissance besitzt einen auffallenden Runderker sowie Rundfenster im obersten Stock. | BDA-Hist.: Q37984120 Status: Bescheid Stand der BDA-Liste: 2025-06-30 Name: Bürgerhaus GstNr.: 179 |
| ja   | Datei hochladen | Wohnhaus, Handwerkerhaus HERIS-ID: 63589 Objekt-ID: 76260                                                | Hafergasse 10 Standort KG: Wels                  | | BDA-Hist.: Q38103824 Status: Bescheid Stand der BDA-Liste: 2025-06-30 Name: Wohnhaus, Handwerkerhaus GstNr.: 196 |
| ja   | Datei hochladen | Ehem. Kapuzinerkirche, Marienkirche, Mariae Verkündigung HERIS-ID: 38875 Objekt-ID: 38486                | Herrengasse 2 Standort KG: Wels                  | 1628 wurde an dieser Stelle ein Kapuzinerkloster gegründet, welches aber 1785 durch Kaiser Joseph II. aufgehoben wurde. Die Klosterkirche wurde im selben Jahr als Pfarrkirche der zweiten Pfarre der Stadt Wels (Vorstadtpfarre) bestimmt. | BDA-Hist.: Q37985009 Status: § 2a Stand der BDA-Liste: 2025-06-30 Name: Ehem. Kapuzinerkirche, Marienkirche, Mariae Verkündigung GstNr.: 2116 Marienkirche (Wels)                                                                                             |
| ja   | Datei hochladen | BH Wels-Land, Palais Tilly HERIS-ID: 52691 Objekt-ID: 60174                                              | Herrengasse 6, 6a, 8, 8a Standort KG: Wels       | Das frühere Freihaus wurde nach dem Kauf von Ferdinand Lorenz Graf Tilly 1720 von Johann Michael Prunner entscheidend umgebaut. Ein Hochbarockbau mit gegliederter Fassade und Stuckverzierungen mit Blättern und Blumengewinden. Am Dachrand befinden sich kunstvolle Wasserspeier. Der Gartenpavillon im Hof aus dem Jahr 1730 wird ebenfalls Prunner zugeschrieben. | BDA-Hist.: Q38053513 Status: § 2a Stand der BDA-Liste: 2025-06-30 Name: BH Wels-Land, Palais Tilly GstNr.: 2164/1, 2165, 2162, 2164/2, 2159, 2158/1, 2160 |
| ja   | Datei hochladen | Wohn- und Geschäftshaus HERIS-ID: 46000 Objekt-ID: 47604                                                 | Johannisgasse 4 Standort KG: Wels                | Ein Eckhaus mit historistischer Fassade aus dem Jahre 1884. | BDA-Hist.: Q38018584 Status: Bescheid Stand der BDA-Liste: 2025-06-30 Name: Wohn- und Geschäftshaus GstNr.: 57 |
| ja   | Datei hochladen | Bürgerhaus HERIS-ID: 46006 Objekt-ID: 47610                                                              | Johannisgasse 7 Standort KG: Wels                | Bei einer späteren Restaurierung wurde das seit 1950 bestehende Flachdach aufgestockt, um eine Dachgeschoßnutzung zu ermöglichen und passende Holzkastenfenster eingesetzt. | BDA-Hist.: Q38018646 Status: Bescheid Stand der BDA-Liste: 2025-06-30 Name: Bürgerhaus GstNr.: 40 |
| ja   | Datei hochladen | Bürgerhaus, ehem. Handwerkerhaus HERIS-ID: 46027 Objekt-ID: 47632                                        | Johannisgasse 9 Standort KG: Wels                | Haus mit polygonalem gotischen Erker auf Konsolen, der über das Eck gestellt ist. | BDA-Hist.: Q38018883 Status: Bescheid Stand der BDA-Liste: 2025-06-30 Name: Bürgerhaus, ehem. Handwerkerhaus GstNr.: 41 |
| ja   | Datei hochladen | Bürgerhaus HERIS-ID: 45467 Objekt-ID: 46810                                                              | Johannisgasse 11 Standort KG: Wels               | | BDA-Hist.: Q38016135 Status: Bescheid Stand der BDA-Liste: 2025-06-30 Name: Bürgerhaus GstNr.: 42 |
| ja   | Datei hochladen | Bürgerhaus HERIS-ID: 46034 Objekt-ID: 47639                                                              | Johannisgasse 13 Standort KG: Wels               | | BDA-Hist.: Q38018941 Status: Bescheid Stand der BDA-Liste: 2025-06-30 Name: Bürgerhaus GstNr.: 43 |
| ja   | Datei hochladen | Bürgerhaus HERIS-ID: 46036 Objekt-ID: 47641                                                              | Johannisgasse 15 Standort KG: Wels               | | BDA-Hist.: Q38018962 Status: Bescheid Stand der BDA-Liste: 2025-06-30 Name: Bürgerhaus GstNr.: 44 |
| ja   | Datei hochladen | Kaiser-Josef-Denkmal HERIS-ID: 89373 Objekt-ID: 104002                                                   | Kaiser-Josef-Platz 12, vor Standort KG: Wels     | Das Denkmal mit der Statue Kaiser Josephs II. wurde 1884 auf Anregung des oberösterreichischen Bauernvereins errichtet. | BDA-Hist.: Q37736764 Status: § 2a Stand der BDA-Liste: 2025-06-30 Name: Kaiser Josef-Denkmal GstNr.: 2536/4 Emperor Joseph II. monument, Wels |
| ja   | Datei hochladen | Bürgerhaus HERIS-ID: 89374 Objekt-ID: 104003                                                             | Kaiser-Josef-Platz 1 Standort KG: Wels           | | BDA-Hist.: Q37736886 Status: Bescheid Stand der BDA-Liste: 2025-06-30 Name: Bürgerhaus GstNr.: 558/1 |
| ja   | Datei hochladen | Palais Salburg HERIS-ID: 38815 Objekt-ID: 38422                                                          | Kaiser-Josef-Platz 12 Standort KG: Wels          | Das ehemalige Salburgische Freihaus, ein Hochbarockbau, besitzt ein Portal mit eingefügten Adlern aus Stein. Das Haus ist geschichtlich interessant. Es übernachteten sowohl Kaiser Karl VI. als auch Papst Pius VI. darin. | BDA-Hist.: Q37984139 Status: Bescheid Stand der BDA-Liste: 2025-06-30 Name: Palais Salburg GstNr.: 595/1 Palais Salburg (Wels) |
| ja   | Datei hochladen | Ehem. Gasthaus zum Goldenen Engel HERIS-ID: 45215 Objekt-ID: 46135                                       | Kaiser-Josef-Platz 22 Standort KG: Wels          | Ein 1921 in einem architektonischen Mischstil errichtetes Wohn- und Geschäftshaus. Es vereinigt Bauelemente des secessionistischen, neoklassizistischen und neobarocken Baustils. | BDA-Hist.: Q38014280 Status: Bescheid Stand der BDA-Liste: 2025-06-30 Name: Ehem. Gasthaus zum Goldenen Engel GstNr.: 621/4 Kaiser-Josef-Platz 22, Wels |
| ja   | Datei hochladen | Gösserbräu HERIS-ID: 38816 Objekt-ID: 38423                                                              | Kaiser-Josef-Platz 27 Standort KG: Wels          | Die Stuckfassade und das schmiedeeiserne Wirtshausschild stammen aus der Zeit um 1715/1720. | BDA-Hist.: Q37984147 Status: Bescheid Stand der BDA-Liste: 2025-06-30 Name: Gösserbräu GstNr.: 642 Kaiser-Josef-Platz 27, Wels |
| ja   | Datei hochladen | Ehem. Gasthaus zu den Drei Kronen HERIS-ID: 38817 Objekt-ID: 38424                                       | Kaiser-Josef-Platz 56 Standort KG: Wels          | Das Haus besitzt eine prunkvolle Rokokofassade sowie die Darstellung einer Immaculatafigur. Früher fand hier wöchentlich ein landwirtschaftlicher Großmarkt in Form einer Börse statt. | BDA-Hist.: Q37984156 Status: Bescheid Stand der BDA-Liste: 2025-06-30 Name: Ehem. Gasthaus zu den Drei Kronen GstNr.: 826/1 Kaiser-Josef-Platz 56, Wels |
| ja   | Datei hochladen | Wohn- und Geschäftshaus HERIS-ID: 38818 Objekt-ID: 38425                                                 | Kaiser-Josef-Platz 57 Standort KG: Wels          | Anmerkung: Grundstücksnummer gibt es nicht; müsste wohl 841 heißen. | BDA-Hist.: Q37984165 Status: Bescheid Stand der BDA-Liste: 2025-06-30 Name: Wohn- und Geschäftshaus GstNr.: 827/1 |
| ja   | Datei hochladen | Kolpinghaus HERIS-ID: 52693 Objekt-ID: 60176                                                             | Kolpingstraße 20 Standort KG: Wels               | Das Haus wurde von 1930 bis 1932 nach den Plänen des oberösterreichischen Architekten Hans Steineder errichtet und ist dem Baustil nach der Klassischen Moderne der Zwischenkriegszeit zuzuordnen. Bei der letzten Sanierung wurden die markanten Rinnenkessel und Fahnenstangen originalgetreu wiederhergestellt. | BDA-Hist.: Q38053521 Status: Bescheid Stand der BDA-Liste: 2025-06-30 Name: Kolpinghaus GstNr.: 2407/7 |
| ja   | Datei hochladen | Nischenkapelle HERIS-ID: 102470 Objekt-ID: 118879                                                        | neben Linzer Straße 68 Standort KG: Wels         | Nach dem Abriss von Schloss Eisenfeld im Jahre 1966, wurde die restaurierte ehemalige Schlosskapelle auf städtischem Grund wieder aufgestellt. Daher ist diese Kapelle auch heute noch unter dem Namen Eisenfeld-Kapelle bekannt. | BDA-Hist.: Q37790583 Status: § 2a Stand der BDA-Liste: 2025-06-30 Name: Nischenkapelle GstNr.: 2012 |
| ja   | Datei hochladen | Mannschaftswohngebäude, ehem. Landwehr-Cavallerie-Kaserne HERIS-ID: 101207 Objekt-ID: 117522             | Linzer Straße 83 Standort KG: Wels               | Die Ulanen-Landwehr-Kaserne entstand 1891 und beherbergte das Landwehr-Ulanen-Regiment Nr. 6. Diese Kavallerietruppe garnisonierte bis 1918 in Wels. | BDA-Hist.: Q37787089 Status: Bescheid Stand der BDA-Liste: 2025-06-30 Name: Mannschaftswohngebäude, ehem. Landwehr-Cavallerie-Kaserne GstNr.: 1979/2 |
| ja   | Datei hochladen | Gedenkstein HERIS-ID: 101210 Objekt-ID: 117525                                                           | vor Linzer Straße 83 Standort KG: Wels           | Dieser Gedenkstein wurde zu Ehren des Rittmeisters Bela Graf Palffy de Erdöd vom 6. Husaren-Regiment errichtet. Er fiel am 25. Juni 1857 vom Pferd und brach sich das Genick. | BDA-Hist.: Q37787097 Status: § 2a Stand der BDA-Liste: 2025-06-30 Name: Gedenkstein GstNr.: 1979/2 |
| ja   | Datei hochladen | Anlage Landesgericht HERIS-ID: 52695seit 2022                                                            | Maria-Theresia-Straße 12 Standort KG: Wels       | | BDA-Hist.: Q112899246 Status: Bescheid Stand der BDA-Liste: 2025-06-30 Name: Anlage Landesgericht GstNr.: 674, 675, 676 Landesgerichtsgebäude Wels |
| ja   | Datei hochladen | Herminenhof HERIS-ID: 52699 Objekt-ID: 60182                                                             | Maria-Theresia-Straße 33, 35 Standort KG: Wels   | Errichtet wurde das Hauptgebäude 1725 im Auftrag von Karl Josef von Eiselsberg auf dem Gelände des adeligen Freisitzes Alt-Traunegg. 1807 kaufte der Fabrikant Samuel Vogl aus Mulhouse in Elsass das gesamte Anwesen. 1845 wurde das Gebäude in eine Ölfabrik umgewandelt und später beherbergte das Anwesen mehrere verschiedene Fabrikstätten. Seit 2010 befindet sich hier ein Teil des Stadtarchivs. | BDA-Hist.: Q38053541 Status: § 2a Stand der BDA-Liste: 2025-06-30 Name: Herminenhof GstNr.: 346/20, 346/26, 346/23, 436, 480/2 |
| ja   | Datei hochladen | Evang. Pfarrkirche A.B., Christuskirche HERIS-ID: 52684 Objekt-ID: 60166                                 | Martin-Luther-Platz 2 Standort KG: Wels          | Diese Kirche erhielt als erstes evangelisches Gotteshaus in Österreich einen Turm mit Geläute. Sie wurde in den Jahren von 1849 bis 1852 nach Plänen des Nürnberger Konservators Carl Alexander Heideloff von Architekt Michael Geiger im Stil der Neogotik errichtet. Das dreischiffige Langhaus besteht aus fünf Jochen. Der 60 m hohe Turm erhielt erst 1860 seine heutige Form. | BDA-Hist.: Q28100599 Status: § 2a Stand der BDA-Liste: 2025-06-30 Name: Evang. Pfarrkirche A.B., Christuskirche GstNr.: 1834 Christuskirche Wels |
| ja   | Datei hochladen | Eisenbahnbrücke über die Traun HERIS-ID: 70928 Objekt-ID: 84071                                          | beim Messegelände Standort KG: Wels              | Die 121 Meter lange Eisenbahnbrücke über die Traun wurde 1893 als Teil der Bahnlinie von Wels nach Grünau im Almtal (Almtalbahn) errichtet. Sie besteht aus einem Eisentragwerk auf steinquaderverkleideten Pfeilern mit innenliegender Gleisanlage und außen abgehängtem Gehsteig. Sie verbindet die Gemeindegebiete von Thalheim bei Wels und Wels. | BDA-Hist.: Q38126382 Status: Bescheid Stand der BDA-Liste: 2025-06-30 Name: Eisenbahnbrücke über die Traun GstNr.: 2469 Railway bridge Wels - Thalheim |
| ja   | Datei hochladen | Ehem. Minoritenkloster, archäologisches Museum HERIS-ID: 52677 Objekt-ID: 60157                          | Minoritengasse 3, 5 Standort KG: Wels            | Das ehemalige Minoritenkloster wurde von den Pollheimern 1280 gegründet. Um 1300 entstand eine frühgotische Kirche, von der noch der Chor mit mächtigen Strebepfeilern erhalten ist. 1519 wurde es um die Wolfgangkapelle erweitert. Umbauten im 17. und 18. Jahrhundert gaben dem Gebäude die heutige Form. Unter Kaiser Joseph II. wurde das Kloster 1785 aufgehoben. Das Gebäude wurde seitdem mehrfach anderweitig genutzt, bis es 1997 umgebaut und revitalisiert wurde. 2000 fand die OÖ Landesausstellung dort statt. Heutzutage beherbergt es die archäologische Abteilung des Stadtmuseums. | BDA-Hist.: Q38053420 Status: § 2a Stand der BDA-Liste: 2025-06-30 Name: Ehem. Minoritenkloster, archäologisches Museum GstNr.: 233, 239, 2475/1, 2474/5 Former Franciscan monastery, Wels                                                                     |
| ja   | Datei hochladen | Kruzifix HERIS-ID: 109948 Objekt-ID: 127595                                                              | bei Neugasse 1 Standort KG: Wels                 | | BDA-Hist.: Q37816216 Status: § 2a Stand der BDA-Liste: 2025-06-30 Name: Kruzifix GstNr.: 2550/1 |
| ja   | Datei hochladen | Städtisches Theater, ehem. Spitalskirche hl. Elisabeth HERIS-ID: 38827 Objekt-ID: 38435                  | Pfarrgasse 1 Standort KG: Wels                   | Die ehemalige Spitalskirche wurde nach dem Entwurf von Johann Michael Prunner 1712–1714 errichtet und gemeinsam mit dem angrenzenden Bürgerspital schon zu Zeiten Josefs II. aufgelassen und später zu einem Theater umfunktioniert. Die Barockfassade ist durch Pilaster gegliedert und vom volutenartig geschwungenem Giebel abgegrenzt. | BDA-Hist.: Q37984196 Status: Bescheid Stand der BDA-Liste: 2025-06-30 Name: Städtisches Theater, ehem. Spitalskirche hl. Elisabeth GstNr.: 2097 |
| ja   | Datei hochladen | Bürgerhaus HERIS-ID: 38828 Objekt-ID: 38436                                                              | Pfarrgasse 15 Standort KG: Wels                  | Das ehemalige kaiserliche Hofspital wurde im 17. Jahrhundert hierher verlegt und ausgebaut. Die heutige Form stammt von einem Umbau aus dem Jahre 1949. Die mittelalterliche Stadtmauer umschließt die Liegenschaft noch heute an der Rückseite. 1995 wurde das Gebäude für Wohnungen adaptiert. | BDA-Hist.: Q37984207 Status: Bescheid Stand der BDA-Liste: 2025-06-30 Name: Bürgerhaus GstNr.: 19/1 |
| ja   | Datei hochladen | Kath. Pfarrkirche hl. Johannes Evangelist und ehem. Friedhofsfläche HERIS-ID: 101588 Objekt-ID: 117923   | Pfarrgasse 27 Standort KG: Wels                  | Erstmals erwähnt im Jahre 888 ist die Kirche dem hl. Johannes geweiht. Seit dem 14. Jahrhundert wurde sie wiederholt gotisiert. Erwähnenswert sind die drei prächtigen Buntglasfenster im Presbyterium. 1718 erhielt der Turm die Barockkuppel, 1730 das äußere Portal mit 3 barocken Steinplastiken: hl. Michael (Mitte), hl. Rochus (rechts), hl. Sebastian (links). In der Turmhalle befinden sich die marmornen Sarkophage der Pollheimer, die nach der Aufhebung des Minoritenklosters 1785 hier beigesetzt wurden. An der Außenseite der Kirche befinden sich Epitaphe vom aufgelassenen Friedhof. | BDA-Hist.: Q2327785 Status: § 2a Stand der BDA-Liste: 2025-06-30 Name: Kath. Pfarrkirche hl. Johannes Evangelist und ehem. Friedhofsfläche GstNr.: 2489, 2479, 1 Stadtpfarrkirche (Wels)                                                                      |
| ja   | Datei hochladen | Wohnhaus, ehem. Gasthaus Pabst HERIS-ID: 12493 Objekt-ID: 8633                                           | Pfarrgasse 30 Standort KG: Wels                  | | BDA-Hist.: Q38131827 Status: Bescheid Stand der BDA-Liste: 2025-06-30 Name: Wohnhaus, ehem. Gasthaus Pabst GstNr.: 31 |
| ja   | Datei hochladen | Villa Muthesius HERIS-ID: 23222 Objekt-ID: 19572                                                         | Pollheimerstraße 4 Standort KG: Wels             | Die Villa wurde 1916 vom Berliner Architekten Hermann Muthesius (1861–1927) errichtet und gehörte anfangs zur Lederfabrik Ploberger. | BDA-Hist.: Q37875031 Status: Bescheid Stand der BDA-Liste: 2025-06-30 Name: Villa Muthesius GstNr.: 258 |
| ja   | Datei hochladen | Wohnhaus HERIS-ID: 13347 Objekt-ID: 9524                                                                 | Pollheimerstraße 6a Standort KG: Wels            | | BDA-Hist.: Q38175831 Status: Bescheid Stand der BDA-Liste: 2025-06-30 Name: Wohnhaus GstNr.: 256/1, 252 |
| ja   | Datei hochladen | Anlage Zugeschütteter Stadtgraben, Reste von Mauern und Kleindenkmale HERIS-ID: 109557 Objekt-ID: 127189 | vor Pollheimerstraße 14 und 16 Standort KG: Wels | Schon 1898 wurde der Großteil des Stadtgrabens zugeschüttet. Heute befinden sich ein Park, welcher um 1930 und 1999 umgestaltet wurde, sowie mehrere Kleindenkmale auf diesem Platz. | BDA-Hist.: Q37815243 Status: § 2a Stand der BDA-Liste: 2025-06-30 Name: Anlage Zugeschütteter Stadtgraben, Reste von Mauern und Kleindenkmale GstNr.: 113/1 Wels Kleindenkmale Pollheimer Park                                                                |
| ja   | Datei hochladen | Medien-Kultur-Haus HERIS-ID: 97138 Objekt-ID: 112883                                                     | Pollheimerstraße 17 Standort KG: Wels            | Entstanden ist das Gebäude in den Jahren 1901–1904 nach den Plänen der Wiener Architekten Helmer und Fellner. Ursprünglich war es ein Sparkassengebäude. Die Fassade ist kunstvoll gestaltet und mit Metallschildern und Bienenkörben aus Kupferblech verziert. Heute beherbergt es u. a. die Galerie der Stadt Wels. | BDA-Hist.: Q37769487 Status: § 2a Stand der BDA-Liste: 2025-06-30 Name: Medien-Kultur-Haus GstNr.: 548 Medien-Kultur-Haus Wels, alte Sparkasse |
| ja   | Datei hochladen | Hauptschule, Rainer-Schule HERIS-ID: 89384 Objekt-ID: 104013                                             | Rainerstraße 5 Standort KG: Wels                 | Das Schulgebäude stammt aus den Jahren 1929/1930 und wurde von Max Standl (Stadtbauamt) entworfen. 1997 wurde es saniert und bekam eine neue Biberschwanzdoppeldeckung. | BDA-Hist.: Q37737042 Status: § 2a Stand der BDA-Liste: 2025-06-30 Name: Hauptschule, Rainer-Schule GstNr.: 865 |
| ja   | Datei hochladen | Polheimerhof HERIS-ID: 38809 Objekt-ID: 38416                                                            | Ringstraße 2, 4 Standort KG: Wels                | | BDA-Hist.: Q37984105 Status: Bescheid Stand der BDA-Liste: 2025-06-30 Name: Polheimerhof GstNr.: 99 |
| ja   | Datei hochladen | Wohn- und Geschäftshaus HERIS-ID: 12536 Objekt-ID: 8678                                                  | Ringstraße 6 Standort KG: Wels                   | | BDA-Hist.: Q38132725 Status: Bescheid Stand der BDA-Liste: 2025-06-30 Name: Wohn- und Geschäftshaus GstNr.: 94 |
| ja   | Datei hochladen | Wohn- und Geschäftshaus HERIS-ID: 12537 Objekt-ID: 8679                                                  | Ringstraße 8 Standort KG: Wels                   | | BDA-Hist.: Q38132785 Status: Bescheid Stand der BDA-Liste: 2025-06-30 Name: Wohn- und Geschäftshaus GstNr.: 93 |
| ja   | Datei hochladen | Wohn- und Geschäftshaus HERIS-ID: 12538 Objekt-ID: 8680                                                  | Ringstraße 10 Standort KG: Wels                  | | BDA-Hist.: Q38132820 Status: Bescheid Stand der BDA-Liste: 2025-06-30 Name: Wohn- und Geschäftshaus GstNr.: 92 |
| ja   | Datei hochladen | Wohn- und Geschäftshaus HERIS-ID: 12539 Objekt-ID: 8681                                                  | Ringstraße 12 Standort KG: Wels                  | | BDA-Hist.: Q38132840 Status: Bescheid Stand der BDA-Liste: 2025-06-30 Name: Wohn- und Geschäftshaus GstNr.: 91 |
| ja   | Datei hochladen | Wohnhaus, ehem. Baugeschäft Weixelbaumer HERIS-ID: 57440 Objekt-ID: 67491                                | Ringstraße 13 Standort KG: Wels                  | Das Haus war der Firmensitz des Bauunternehmens Weixelbaumer, was noch heute durch eine Aufschrift an der Fassade erkenntlich ist und entstand 1892. Es wurde als dreigeschoßiges Haus mit fünf Achsen errichtet. Die Fassade ist derart gestaltet, dass die gemauerten Ziegel sichtbar sind. | BDA-Hist.: Q38076470 Status: Bescheid Stand der BDA-Liste: 2025-06-30 Name: Wohnhaus, ehem. Baugeschäft Weixelbaumer GstNr.: 628/1 |
| ja   | Datei hochladen | Wohn- und Geschäftshaus, Dunkel’sches Haus HERIS-ID: 12540 Objekt-ID: 8682                               | Ringstraße 14 Standort KG: Wels                  | | BDA-Hist.: Q38132852 Status: Bescheid Stand der BDA-Liste: 2025-06-30 Name: Wohn- und Geschäftshaus, Dunkel'sches Haus GstNr.: 90 |
| ja   | Datei hochladen | Wohn- und Geschäftshaus HERIS-ID: 89940 Objekt-ID: 104608                                                | Ringstraße 16 Standort KG: Wels                  | | BDA-Hist.: Q37743711 Status: Bescheid Stand der BDA-Liste: 2025-06-30 Name: Wohn- und Geschäftshaus GstNr.: 46, 45 |
| ja   | Datei hochladen | Bürgerhaus mit Stadtmauer HERIS-ID: 46038 Objekt-ID: 47643                                               | Ringstraße 18 Standort KG: Wels                  | | BDA-Hist.: Q38018984 Status: Bescheid Stand der BDA-Liste: 2025-06-30 Name: Bürgerhaus mit Stadtmauer GstNr.: 47 |
| ja   | Datei hochladen | Bürgerhaus, Wohn- und Geschäftshaus HERIS-ID: 46037 Objekt-ID: 47642                                     | Ringstraße 20 Standort KG: Wels                  | | BDA-Hist.: Q38018973 Status: Bescheid Stand der BDA-Liste: 2025-06-30 Name: Bürgerhaus, Wohn- und Geschäftshaus GstNr.: 48, 49 |
| ja   | Datei hochladen | Bürgerhaus mit Stadtmauer HERIS-ID: 46035 Objekt-ID: 47640                                               | Ringstraße 22 Standort KG: Wels                  | | BDA-Hist.: Q38018955 Status: Bescheid Stand der BDA-Liste: 2025-06-30 Name: Bürgerhaus mit Stadtmauer GstNr.: 50 |
| ja   | Datei hochladen | Bürgerhaus mit Stadtmauer HERIS-ID: 46031 Objekt-ID: 47636                                               | Ringstraße 24 Standort KG: Wels                  | | BDA-Hist.: Q38018921 Status: Bescheid Stand der BDA-Liste: 2025-06-30 Name: Bürgerhaus mit Stadtmauer GstNr.: 51 |
| ja   | Datei hochladen | Bürgerhaus mit Stadtmauer HERIS-ID: 46029 Objekt-ID: 47634                                               | Ringstraße 26 Standort KG: Wels                  | | BDA-Hist.: Q38018901 Status: Bescheid Stand der BDA-Liste: 2025-06-30 Name: Bürgerhaus mit Stadtmauer GstNr.: 52 |
| ja   | Datei hochladen | Bürgerhaus, Wohn- und Geschäftshaus HERIS-ID: 46025 Objekt-ID: 47630                                     | Ringstraße 28 Standort KG: Wels                  | | BDA-Hist.: Q38018868 Status: Bescheid Stand der BDA-Liste: 2025-06-30 Name: Bürgerhaus, Wohn- und Geschäftshaus GstNr.: 53 |
| ja   | Datei hochladen | Wohn- und Geschäftshaus HERIS-ID: 46004 Objekt-ID: 47608                                                 | Ringstraße 30 Standort KG: Wels                  | Das Haus wurde 1875 durch den Welser Baumeister Josef Weixlbaumer errichtet. Besonders sind die Holzkastenfenster mit nach außen aufschlagenden Fensterflügel und Oberlichten. | BDA-Hist.: Q38018620 Status: Bescheid Stand der BDA-Liste: 2025-06-30 Name: Wohn- und Geschäftshaus GstNr.: 54 |
| ja   | Datei hochladen | Wohn- und Geschäftshaus HERIS-ID: 45997 Objekt-ID: 47600                                                 | Ringstraße 32 Standort KG: Wels                  | | BDA-Hist.: Q38018557 Status: Bescheid Stand der BDA-Liste: 2025-06-30 Name: Wohn- und Geschäftshaus GstNr.: 56 |
| ja   | Datei hochladen | Bürgerhaus, ehem. Handwerkerhaus HERIS-ID: 12534 Objekt-ID: 8675                                         | Schmidtgasse 3 Standort KG: Wels                 | Schon 1555 ist als Besitzer dieses Hauses der Schlosser Wolf Schmaisser urkundlich erwähnt. Aus dem 16. Jahrhundert stammt der gotische vorkragende Erker im Obergeschoß. | BDA-Hist.: Q38132660 Status: Bescheid Stand der BDA-Liste: 2025-06-30 Name: Bürgerhaus, ehem. Handwerkerhaus GstNr.: 75 |
| ja   | Datei hochladen | Bürgerhaus HERIS-ID: 59808 Objekt-ID: 71400                                                              | Schmidtgasse 5 Standort KG: Wels                 | Die Häuserfront Schmidtgasse 3 bis Schmidtgasse 11 besitzt gotische vorkragende Erker im Obergeschoß aus dem 16. Jahrhundert. | BDA-Hist.: Q38088792 Status: Bescheid Stand der BDA-Liste: 2025-06-30 Name: Bürgerhaus GstNr.: 76 |
| ja   | Datei hochladen | Bürgerhaus HERIS-ID: 38829 Objekt-ID: 38437                                                              | Schmidtgasse 7 Standort KG: Wels                 | Die Häuserfront Schmidtgasse 3 bis Schmidtgasse 11 besitzt gotische vorkragende Erker im Obergeschoß aus dem 16. Jahrhundert. | BDA-Hist.: Q37984215 Status: Bescheid Stand der BDA-Liste: 2025-06-30 Name: Bürgerhaus GstNr.: 77 |
| ja   | Datei hochladen | Bürgerhaus HERIS-ID: 12535 Objekt-ID: 8676                                                               | Schmidtgasse 9 Standort KG: Wels                 | Die Häuserfront Schmidtgasse 3 bis Schmidtgasse 11 besitzt gotische vorkragende Erker im Obergeschoß aus dem 16. Jahrhundert. | BDA-Hist.: Q38132673 Status: Bescheid Stand der BDA-Liste: 2025-06-30 Name: Bürgerhaus GstNr.: 78 |
| ja   | Datei hochladen | Bürgerhaus HERIS-ID: 38830 Objekt-ID: 38438                                                              | Schmidtgasse 11 Standort KG: Wels                | Die Häuserfront Schmidtgasse 3 bis Schmidtgasse 11 besitzt gotische vorkragende Erker im Obergeschoß aus dem 16. Jahrhundert. | BDA-Hist.: Q37984225 Status: Bescheid Stand der BDA-Liste: 2025-06-30 Name: Bürgerhaus GstNr.: 79 |
| ja   | Datei hochladen | Bürgerhaus HERIS-ID: 21635 Objekt-ID: 17955                                                              | Schmidtgasse 16 Standort KG: Wels                | | BDA-Hist.: Q37863901 Status: Bescheid Stand der BDA-Liste: 2025-06-30 Name: Bürgerhaus GstNr.: 64/1, 64/2 |
| ja   | Datei hochladen | Bürgerhaus HERIS-ID: 21636 Objekt-ID: 17956                                                              | Schmidtgasse 18 Standort KG: Wels                | | BDA-Hist.: Q37863915 Status: Bescheid Stand der BDA-Liste: 2025-06-30 Name: Bürgerhaus GstNr.: 63 |
| ja   | Datei hochladen | Bürgerhaus HERIS-ID: 38832 Objekt-ID: 38440                                                              | Schmidtgasse 25 Standort KG: Wels                | Das Haus besitzt ein rustiziertes Portal mit schöner Fassade und einen imposanten Doppel-Arkadenhof auf toskanischen Säulen in zwei Stockwerken aus der zweiten Hälfte des 16. Jahrhunderts, der in der Mitte durch einen Arkadengang geteilt ist. | BDA-Hist.: Q37984247 Status: Bescheid Stand der BDA-Liste: 2025-06-30 Name: Bürgerhaus GstNr.: 87 |
| ja   | Datei hochladen | Turm der römischen Stadtbefestigung HERIS-ID: 38833 Objekt-ID: 38441                                     | gegenüber Schubertstraße 37 Standort KG: Wels    | Zur Befestigungsanlage von Wels gehörten auch 50 Wachtürme, die im Abstand von ca. 67 m entlang der Stadtmauer aufgestellt waren. Sie hatten einen quadratischen Grundriss. Viele konnten im Zuge von archäologischen Forschungen wieder ausgegraben werden. | BDA-Hist.: Q37984260 Status: Bescheid Stand der BDA-Liste: 2025-06-30 Name: Turm der römischen Stadtbefestigung GstNr.: 2544/1 |
| ja   | Datei hochladen | Bürgerhaus, ehem. Ledererhaus HERIS-ID: 44855 Objekt-ID: 45735                                           | Schwimmschulgasse 3 Standort KG: Wels            | Eine Datierung am Portal zeigt, dass dieses Haus 1756 gestaltet wurde. Das Ledererzeichen am Türsturz zeigt die Verwendung. Über Generationen hinweg beherbergte es Werkstätten des Lederergewerbes, bevor es als Wohnhaus genutzt wurde. | BDA-Hist.: Q38011337 Status: Bescheid Stand der BDA-Liste: 2025-06-30 Name: Bürgerhaus, ehem. Ledererhaus GstNr.: 397/2 |
| ja   | Datei hochladen | Rathaus HERIS-ID: 101653 Objekt-ID: 117993                                                               | Stadtplatz 1 Standort KG: Wels                   | Das alte Rathaus bestand früher aus zwei Häusern und wurde erst nach einem Brand am 25. Juli 1748 in die jetzige Gestalt umgebaut. Der rückwärtige Teil des Hauses diente früher als Gefängnis. Der spätbarocke Bau besitzt Fensterbekrönungen, kunstvolle Korbgitter und Stuckverzierungen. Das Steinportal ist flankiert von 2 Pfeilern mit aufgesetzten Vasen. Das Fenster über dem Portal zeigt das Stadtwappenschild mit reicher Umrahmung. | BDA-Hist.: Q37788299 Status: § 2a Stand der BDA-Liste: 2025-06-30 Name: Rathaus GstNr.: 221, 222, 223, 224, 225 Rathaus Wels |
| ja   | Datei hochladen | Bürgerhaus, Rathaus HERIS-ID: 101652 Objekt-ID: 117991                                                   | Stadtplatz 2 Standort KG: Wels                   | Dieses Haus besitzt Holzkastenfenster aus dem 19. Jahrhundert sowie nach außen aufschlagende Fensterflügel und ist mit Oberlichten ausgestattet. 1995 wurde das Haus adaptiert und ist seither Teil des Rathauses. | BDA-Hist.: Q37788281 Status: § 2a Stand der BDA-Liste: 2025-06-30 Name: Bürgerhaus, Rathaus GstNr.: 220 |
| ja   | Datei hochladen | Bürgerhaus, Teil des Rathauses HERIS-ID: 38834 Objekt-ID: 38442                                          | Stadtplatz 3 Standort KG: Wels                   | Ebenso wie die benachbarten Häuser besitzt es typische Holzkastenfenster aus dem 19. Jahrhundert und eine feingliedrige spätbarocke Stuckfassade. Im Inneren befindet sich eine mächtige Obergeschoßhalle mit ebenfalls spätbarocken Stuckdecken. 1995 wurde das Haus adaptiert und ist seither Teil des Rathauses. | BDA-Hist.: Q37984270 Status: Bescheid Stand der BDA-Liste: 2025-06-30 Name: Bürgerhaus, Teil des Rathauses GstNr.: 219 |
| ja   | Datei hochladen | Bürgerhaus, Rathaus HERIS-ID: 52678 Objekt-ID: 60159                                                     | Stadtplatz 4 Standort KG: Wels                   | An der Fassade aus dem späten 19. Jahrhundert befinden sich Holzkastenfenster (ebenso aus dem 19. Jahrhundert) mit nach außen aufschlagenden Fensterflügeln. Im Inneren des Hauses existieren Holzbalkendecken mit Bemalungsresten aus der Renaissance. 1995 wurde das Haus adaptiert und ist seither Teil des Rathauses. | BDA-Hist.: Q38053430 Status: § 2a Stand der BDA-Liste: 2025-06-30 Name: Bürgerhaus, Rathaus GstNr.: 218 |
| ja   | Datei hochladen | Bürgerhaus, Einhorn-Apotheke HERIS-ID: 38835 Objekt-ID: 38443                                            | Stadtplatz 5 Standort KG: Wels                   | Ein Renaissancebau mit Stuckfassade entstanden um 1740. Das Haus selbst ist viel älter, wie die Jahreszahl 1598 über dem Portal zeigt. Das erste Stockwerk ist vorkragend auf toskanischen Säulen gestützt und mit Segmentbögen versehen. | BDA-Hist.: Q37984278 Status: Bescheid Stand der BDA-Liste: 2025-06-30 Name: Bürgerhaus, Einhorn-Apotheke GstNr.: 217 Wels Stadtplatz 5 |
| ja   | Datei hochladen | Bürgerhaus HERIS-ID: 57338 Objekt-ID: 67288                                                              | Stadtplatz 6 Standort KG: Wels                   | Ein langgezogenes Eckhaus mit zwei Achsen zum Stadtplatz und acht Achsen entlang der Traungasse, welches auf Vorläuferbauten aus dem Spätmittelalter zurückgeht. Der heutige späthistoristische Bau mit vier Geschoßen wurde 1901 vom Welser Baumeister Robert Kunz errichtet. | BDA-Hist.: Q38076029 Status: Bescheid Stand der BDA-Liste: 2025-06-30 Name: Bürgerhaus GstNr.: 215 |
| ja   | Datei hochladen | Bürgerhaus HERIS-ID: 43801 Objekt-ID: 44479                                                              | Stadtplatz 8 Standort KG: Wels                   | Erstmals erwähnt wurde das Haus schon 1478. Im 19. Jahrhundert war es im Besitz der Familie Neuditschka. Dem Erscheinungsbild nach ist es ein spätmittelalterliches Eckhaus mit charakteristischem Krüppelwalmdach. | BDA-Hist.: Q38005092 Status: Bescheid Stand der BDA-Liste: 2025-06-30 Name: Bürgerhaus GstNr.: 191 |
| ja   | Datei hochladen | Ehem. Warenhaus HERIS-ID: 44862 Objekt-ID: 45745                                                         | Stadtplatz 9, 10 Standort KG: Wels               | Das Gebäude in der heutigen Form wurde 1912 nach den Plänen des Architekten Mauriz Balzarek errichtet. Der viergeschoßige Bau wird auf beiden Seiten von hervortretenden Erkern begrenzt, die im dritten Geschoß durch einen Balkon miteinander verbunden sind. Bemerkenswert ist ein mit Ornamenten verzierter Jugendstil-Giebel im Mittelteil des Hauses. | BDA-Hist.: Q38011397 Status: Bescheid Stand der BDA-Liste: 2025-06-30 Name: ehem. Warenhaus GstNr.: 190 |
| ja   | Datei hochladen | Bürgerhaus HERIS-ID: 38836 Objekt-ID: 38445                                                              | Stadtplatz 11 Standort KG: Wels                  | Das Gebäude ist seit 1508 urkundlich bekannt und war über Jahrhunderte im Besitz von Welser Kaufleuten. Der über alle Geschoße reichende Runderker stammt aus der Zeit um 1600. Die Fassade stammt aus der Mitte des 19. Jahrhunderts. Erwähnenswert ist auch die überbaute Einmündung der Hafergasse. | BDA-Hist.: Q37984288 Status: Bescheid Stand der BDA-Liste: 2025-06-30 Name: Bürgerhaus GstNr.: 188 Wels Stadtplatz 11 |
| ja   | Datei hochladen | Bürgerhaus, Doppelhaus HERIS-ID: 38837 Objekt-ID: 38447                                                  | Stadtplatz 12 Standort KG: Wels                  | Der erste Beleg für einen Verkauf dieses Hauses stammt aus dem Jahre 1495. Im Laufe der Jahrhunderte wechselte es mehrmals den Besitzer und beherbergte ab dem 19. Jahrhundert auch eine Gaststätte. Die Fassade von 1702 wurde in den 1960er Jahren restauriert. Sie besteht aus einem vorkragenden ersten Stockwerk auf Pfeilern mit einem typischen Rokoko-Steckschild, das einen Löwen darstellt. | BDA-Hist.: Q37984302 Status: Bescheid Stand der BDA-Liste: 2025-06-30 Name: Bürgerhaus, Doppelhaus GstNr.: 175/1 Wels Stadtplatz 12 |
| ja   | Datei hochladen | Bürgerhaus, Doppelhaus HERIS-ID: 57337 Objekt-ID: 67287                                                  | Stadtplatz 13 Standort KG: Wels                  | Schon seit 1664 befindet sich in diesem Haus eine Apotheke. Auch heute noch sichtbar ist die markante Aufschrift „C. Richter Adler Apotheke“. Das Haus besitzt eine schöne Fassade mit geschweiften Fensterbekrönungen aus der Mitte des 18. Jahrhunderts. | BDA-Hist.: Q38076019 Status: Bescheid Stand der BDA-Liste: 2025-06-30 Name: Bürgerhaus, Doppelhaus GstNr.: 174 Wels Stadtplatz 13 |
| ja   | Datei hochladen | Bürgerhaus HERIS-ID: 44863 Objekt-ID: 45746                                                              | Stadtplatz 14 Standort KG: Wels                  | Bis ins 16. Jahrhundert war das Haus im Besitz von Wiener Bürgern. Um 1913 wurde das Gebäude nach Plänen von Baumeister Robert Kunz neu errichtet. Es besteht aus drei Achsen und weist vier Geschoße auf, wobei sich seit 1937 in der Mittelachse zwischen dem ersten und zweiten Geschoß ein Relief mit einem stilisierten Adler befindet. In den 1980er Jahren wurde im Erdgeschoß eine vorspringende Schaufensterfront eingebaut. | BDA-Hist.: Q38011408 Status: Bescheid Stand der BDA-Liste: 2025-06-30 Name: Bürgerhaus GstNr.: 171 Wels Stadtplatz 14 |
| ja   | Datei hochladen | Bürgerhaus HERIS-ID: 52679 Objekt-ID: 60160                                                              | Stadtplatz 15 Standort KG: Wels                  | Der Kern des Hauses stammt aus dem 16. Jahrhundert. Es besitzt gotische Fensterstöcke an der Außenfassade. Im Innenhof befinden sich ein Arkadengang und Säulen mit romanisierenden Würfelkapitellen aus dem Ende des 16. Jahrhunderts. | BDA-Hist.: Q38053453 Status: Bescheid Stand der BDA-Liste: 2025-06-30 Name: Bürgerhaus GstNr.: 169 |
| ja   | Datei hochladen | Bürgerhaus HERIS-ID: 38838 Objekt-ID: 38448                                                              | Stadtplatz 16 Standort KG: Wels                  | Bürgerhaus mit vorspringendem erstem Stockwerk, getragen von Säulen und Konsolen aus der Zeit der Gotik. Weiters besitzt dieses Haus ein von Säulen gefasstes Rundbogenportal. | BDA-Hist.: Q37984313 Status: Bescheid Stand der BDA-Liste: 2025-06-30 Name: Bürgerhaus GstNr.: 167/1 |
| ja   | Datei hochladen | Bürgerhaus HERIS-ID: 38839 Objekt-ID: 38449                                                              | Stadtplatz 17 Standort KG: Wels                  | Der Kern des Gebäudes stammt aus dem 16. Jahrhundert. Die Fassade des viergeschoßigen Hauses besitzt Fensterumrahmungen mit dreiecksförmigen Giebelaufsätzen. Über den Dachgeschoßfenstern befinden sich zwei leere Nischen, in denen sich vermutlich früher Figuren befanden. An der Seitenfassade erstreckt sich ein gotischer Erker auf Kragkonsolen. | BDA-Hist.: Q37984328 Status: Bescheid Stand der BDA-Liste: 2025-06-30 Name: Bürgerhaus GstNr.: 157 |
| ja   | Datei hochladen | Bürgerhaus mit röm. Grabstein HERIS-ID: 38840 Objekt-ID: 38450                                           | Stadtplatz 18 Standort KG: Wels                  | An der Hausfront befindet sich ein eingemauertes Steinrelief aus der Römerzeit, welches „Mann und Frau im Brustbild“ darstellt. | BDA-Hist.: Q37984346 Status: Bescheid Stand der BDA-Liste: 2025-06-30 Name: Bürgerhaus mit röm. Grabstein GstNr.: 156 Wels Stadtplatz 18 |
| ja   | Datei hochladen | Bürgerhaus HERIS-ID: 38841 Objekt-ID: 38452                                                              | Stadtplatz 19 Standort KG: Wels                  | Dieses Bürgerhaus zeichnet sich aus durch ein vorkragendes erstes Stockwerk aus der Zeit der Gotik und Stuckarbeiten im Inneren der Zimmer des ersten Stockes. | BDA-Hist.: Q37984364 Status: Bescheid Stand der BDA-Liste: 2025-06-30 Name: Bürgerhaus GstNr.: 155 Wels Stadtplatz 19 |
| ja   | Datei hochladen | Bürgerhaus, Bestattung der Stadt Wels HERIS-ID: 101671 Objekt-ID: 118011                                 | Stadtplatz 20, 21, 22 Standort KG: Wels          | Das Gebäude wurde 1878 nach Plänen des Welser Maurermeisters Johann Stadlbauer adaptiert und um ein Geschoß erweitert. Die Fenster besitzen Stuckrahmen, wobei sich im ersten Geschoß zusätzlich Dreieckstürze befinden. Bemerkenswert sind weiters klassizistische Lisenen an der Fassade, die die einzelnen Fensterreihen trennen. | BDA-Hist.: Q37788399 Status: § 2a Stand der BDA-Liste: 2025-06-30 Name: Bürgerhaus, Bestattung der Stadt Wels GstNr.: 152, 153, 154 |
| ja   | Datei hochladen | Salome Alt-Haus HERIS-ID: 38842 Objekt-ID: 38453                                                         | Stadtplatz 24 Standort KG: Wels                  | Ein Breiterker und zusätzlich ein über das Eck gestellter Erker verziert mit gotischem Maßwerk sind die baulichen Besonderheiten dieses Hauses. Im 17. Jahrhundert bewohnt von Salome Alt folgte ihr ein Sohn im Besitz dieses Freihauses. Es ist auch unter dem Namen Hoffmannsches Freihaus bekannt. | BDA-Hist.: Q37984382 Status: Bescheid Stand der BDA-Liste: 2025-06-30 Name: Salome Alt-Haus GstNr.: 151 Salome Alt-Haus, Wels |
| ja   | Datei hochladen | Bürgerhaus HERIS-ID: 38843 Objekt-ID: 38454                                                              | Stadtplatz 25 Standort KG: Wels                  | Das ehemalige Benefiziatenhaus wurde 1464 erstmals in Urkunden genannt. Es stellt ein typisches mittelalterliches Kleinhaus mit nur zwei Achsen dar. Erwähnenswert bei diesem Haus sind ein Breiterker und ein gotisches Fischblasenmaßwerk über der Eingangstür. | BDA-Hist.: Q37984400 Status: Bescheid Stand der BDA-Liste: 2025-06-30 Name: Bürgerhaus GstNr.: 150 |
| ja   | Datei hochladen | Ehem. Gasthof Deutsche Fahne HERIS-ID: 38844 Objekt-ID: 38455                                            | Stadtplatz 26, 27 Standort KG: Wels              | Bis 1890 waren zwei getrennte Häuser in den Urkunden zu finden. Erst der Welser Ehrenbürger Rudolf Maurhard vereinte beide Gebäude und ließ sie nach den Plänen von Rudolf Weixelbaumer neu gestalten. Das siebenachsige Gebäude mit drei Geschoßen besitzt nun einen zentralen Eingang mit segmentbogenförmigem Portal und einer Doppelflügeltür. Die Obergeschoße sind durch Lisenen gegliedert. | BDA-Hist.: Q37984419 Status: § 57-Mandatsbescheid Stand der BDA-Liste: 2025-06-30 Name: Ehem. Gasthof Deutsche Fahne GstNr.: 149 |
| ja   | Datei hochladen | Bürgerhaus, Handwerkerhaus HERIS-ID: 45214 Objekt-ID: 46133                                              | Stadtplatz 28 Standort KG: Wels                  | Der Baukern des Gebäudes stammt aus dem 16. Jahrhundert und besteht aus drei Achsen mit drei Geschoßen und einem Satteldach. Oberhalb des Erdgeschoßes befindet sich ein verziertes Kordonband. Die Fenster des ersten Geschoßes sind mit rechteckigen Faschen, Gesimsverdachungen und halbkreisförmigen Blendbögen ausgestattet. Um 1800 findet sich als berühmtester Besitzer des Hauses der Barockmaler Wolfgang Andreas Heindl. | BDA-Hist.: Q38014270 Status: Bescheid Stand der BDA-Liste: 2025-06-30 Name: Bürgerhaus, Handwerkerhaus GstNr.: 148 |
| ja   | Datei hochladen | Mehrteilige Hausanlage HERIS-ID: 46880 Objekt-ID: 49176                                                  | Stadtplatz 29 Standort KG: Wels                  | 1428 erstmals erwähnt, war es im Laufe der Zeit im Besitz von Kaufleuten und Handwerksfamilien. 1870 wurde der Dachstuhl durch einen Brand zerstört und verändert wieder aufgebaut. Das Gebäude besitzt vier Achsen und zwei Geschoße, wobei das Obergeschoß von Kordonfaschen umrahmt ist. Das ausgebaute Dachgeschoß verfügt über Dachgauben mit Satteldächern. | BDA-Hist.: Q38024398 Status: Bescheid Stand der BDA-Liste: 2025-06-30 Name: Mehrteilige Hausanlage GstNr.: 147 |
| ja   | Datei hochladen | Bürgerhaus HERIS-ID: 44850 Objekt-ID: 45730                                                              | Stadtplatz 30 Standort KG: Wels                  | Von der ersten Erwähnung im Jahre 1479 bis zum Stadtbrand des Jahres 1870 wechselte das Gebäude mehrmals den Besitzer. Der Baukern stammt aus dem 16. Jahrhundert und ist teilweise auf die mittelalterliche Stadtmauer aufgebaut. Die Hauptfassade zeigt vier unregelmäßige Achsen mit ebenfalls vier unregelmäßigen Dachluken. Die Fenster im Erdgeschoß besitzen schmiedeeiserne Fensterkörbe aus der Zeit um 1800. | BDA-Hist.: Q38011297 Status: Bescheid Stand der BDA-Liste: 2025-06-30 Name: Bürgerhaus GstNr.: 146/1 |
| ja   | Datei hochladen | Stadtpfarrhof HERIS-ID: 38876 Objekt-ID: 38487                                                           | Stadtplatz 31 Standort KG: Wels                  | Der Pfarrhof oder Dechantshof, wie er ursprünglich hieß, wurde 1433 vom Pfarrer Peter Zollner neu gebaut. Im Jahre 1675 wurde er 20 Jahre lang verbessert sowie in den Jahren 1792, 1794 unter Dechant Felix von Froschauer mit zwei Wohnzimmern erweitert. Im Mai 1809 diente er als Hauptquartier Napoléons. Die letzte Restauration fand in neuester Zeit statt. | BDA-Hist.: Q37985030 Status: § 2a Stand der BDA-Liste: 2025-06-30 Name: Stadtpfarrhof GstNr.: 2 |
| ja   | Datei hochladen | Stadtmauer am Stadtpfarrhof HERIS-ID: 111332 Objekt-ID: 129146                                           | Stadtplatz 31 Standort KG: Wels                  | Anmerkung: Standort näherungsweise angegeben, im öffentlichen Raum nicht sichtbar. | BDA-Hist.: Q37823265 Status: Bescheid Stand der BDA-Liste: 2025-06-30 Name: Stadtmauer am Stadtpfarrhof GstNr.: 2 |
| ja   | Datei hochladen | Bürgerhaus HERIS-ID: 44864 Objekt-ID: 45747                                                              | Stadtplatz 32 Standort KG: Wels                  | Das markante Eckhaus ist seit 1444 urkundlich bekannt und war bis zur Mitte des 18. Jahrhunderts im Besitz von Kaufleuten und danach im Besitz von Goldschmieden. Das heutige Erscheinungsbild erhielt das Gebäude in den Jahren 1898 und 1899 durch einen Umbau des Baumeisters Josef Weixelbaumer. Die Eckhausanlage besteht aus drei Geschoßen und drei Achsen zum Stadtplatz sowie fünf Achsen zur Pfarrgasse. Bemerkenswert ist eine turmartige Erhöhung mit Attikabekrönung, sowie ein Walmdach, welches sich hoch über einer Vorschussmauer befindet. Die Fassade ist im historistischen Stil und reich gegliedert. An der Hauptfront befindet sich ein Bogenportal mit einer Doppelflügeltür aus dem Jahre 1927. | BDA-Hist.: Q38011421 Status: Bescheid Stand der BDA-Liste: 2025-06-30 Name: Bürgerhaus GstNr.: 27 |
| ja   | Datei hochladen | Bürgerhaus HERIS-ID: 38845 Objekt-ID: 38456                                                              | Stadtplatz 33 Standort KG: Wels                  | Ein dreigeschoßiges Wohnhaus mit vier asymmetrischen Achsen und Fensterbekrönungen an der Außenfassade. Im Hausflur befindet sich ein gotisches Kreuzrippengewölbe, das vermutlich aus dem 15. Jahrhundert stammt. | BDA-Hist.: Q37984437 Status: Bescheid Stand der BDA-Liste: 2025-06-30 Name: Bürgerhaus GstNr.: 73/1 |
| ja   | Datei hochladen | Bürgerhaus HERIS-ID: 38846 Objekt-ID: 38457                                                              | Stadtplatz 34 Standort KG: Wels                  | Das „Haas-Haus“ stammt aus dem 16. Jahrhundert und besitzt einen schönen Arkadenhof aus der Renaissance, welcher wegen der Beziehungen mit Italien in der damaligen Zeit entstanden ist. | BDA-Hist.: Q37984458 Status: Bescheid Stand der BDA-Liste: 2025-06-30 Name: Bürgerhaus GstNr.: 72 |
| ja   | Datei hochladen | Bürgerhaus HERIS-ID: 38847 Objekt-ID: 38458                                                              | Stadtplatz 35 Standort KG: Wels                  | Ein dreigeschoßiges Bürgerhaus mit Spätbarockfassade um 1740. Bemerkenswert sind die Fensterbekrönungen sowie die mit Stuck versehenen Fensterrahmungen. | BDA-Hist.: Q37984477 Status: Bescheid Stand der BDA-Liste: 2025-06-30 Name: Bürgerhaus GstNr.: 71 |
| ja   | Datei hochladen | Bürgerhaus HERIS-ID: 38848 Objekt-ID: 38459                                                              | Stadtplatz 36 Standort KG: Wels                  | Ein dreigeschoßiges Bürgerhaus mit Spätbarockfassade um 1740 und Fensterbekrönungen sowie mit Stuck versehenen Fensterrahmungen. | BDA-Hist.: Q37984500 Status: Bescheid Stand der BDA-Liste: 2025-06-30 Name: Bürgerhaus GstNr.: 70 |
| ja   | Datei hochladen | Bürgerhaus HERIS-ID: 38849 Objekt-ID: 38460                                                              | Stadtplatz 38 Standort KG: Wels                  | Erste Erwähnungen dieses Hauses finden sich in Kaufurkunden aus dem Jahre 1451. Von den späteren Besitzern, Stadtrichterfamilie Beyrath, wurde es vor 1760 mit dem benachbarten Haus zu einem Wohnsitz zusammengebaut. Dadurch entstand ein Eckhaus mit Erker in der heutigen Form. | BDA-Hist.: Q37984521 Status: Bescheid Stand der BDA-Liste: 2025-06-30 Name: Bürgerhaus GstNr.: 74 |
| ja   | Datei hochladen | Bürgerhaus, Ehem. Weiß’sches Freihaus HERIS-ID: 38850 Objekt-ID: 38461                                   | Stadtplatz 39 Standort KG: Wels                  | Das Weiß’sche Freihaus bekam seinen Namen nach seinen damaligen Besitzer Christoph Weiß, der durch Umbau in der 2. Hälfte des 16. Jahrhunderts dem Gebäude die heutige Form gab. Der Renaissancebau ist im Erdgeschoß ebenso mit Granitsteinen versehen wie die Begrenzungen der einzelnen Stockwerke. Ein geschwungener Giebel schließt die Fassade nach oben hin ab. | BDA-Hist.: Q37984536 Status: Bescheid Stand der BDA-Liste: 2025-06-30 Name: Bürgerhaus GstNr.: 144/1, 144/2 |
| ja   | Datei hochladen | Bürgerhaus HERIS-ID: 38851 Objekt-ID: 38462                                                              | Stadtplatz 40 Standort KG: Wels                  | Dieses Haus war eines der wichtigsten alten Handelshäuser der Welser Innenstadt. Die Besitzer können bis 1490 zurückverfolgt werden. Die heute noch sichtbare Bezeichnung „Gasthof zum schwarzen Adler“ stammt aus dem 19. Jahrhundert. | BDA-Hist.: Q37984555 Status: Bescheid Stand der BDA-Liste: 2025-06-30 Name: Bürgerhaus GstNr.: 143 |
| ja   | Datei hochladen | Bürgerhaus HERIS-ID: 38852 Objekt-ID: 38463                                                              | Stadtplatz 41 Standort KG: Wels                  | Ein vierachsiges Wohnhaus mit barocker Fassade und Pilastergliederung. Die Fensterbekrönungen sind mit Ornamenten verziert. Die Stuckarbeiten stammen aus dem zweiten Viertel des 18. Jahrhunderts. | BDA-Hist.: Q37984575 Status: Bescheid Stand der BDA-Liste: 2025-06-30 Name: Bürgerhaus GstNr.: 142 |
| ja   | Datei hochladen | Bürgerhaus HERIS-ID: 43848 Objekt-ID: 44535                                                              | Stadtplatz 42 Standort KG: Wels                  | Ursprünglich war dieses Haus mit dem Bürgerhaus am Stadtplatz 41 verbunden. Erst ab 1700 wurden daraus zwei eigenständige Gebäude, wobei an dieser Stelle ein schmaler nur zweiachsiger Bau mit drei Obergeschoßen, einer hohen Vorschussmauer und einem Grabendach übrig blieb. Die historistische Putzfassade geht auf den Welser Architekten Georg Hartmann aus dem Jahre 1919 zurück. | BDA-Hist.: Q38005194 Status: Bescheid Stand der BDA-Liste: 2025-06-30 Name: Bürgerhaus GstNr.: 140 |
| ja   | Datei hochladen | Bürgerhaus HERIS-ID: 38853 Objekt-ID: 38464                                                              | Stadtplatz 43 Standort KG: Wels                  | Erstmals urkundlich erwähnt wurde das Gebäude 1435. Ab dem Ende des 17. Jahrhunderts war es im Besitz von Wirten. Unter ihnen war auch der Barockmaler Wolfgang Andreas Heindl, der hier bis zu seinem Tod ein Gasthaus führte. Ab 1788 wurde das Wirtshaus „Zum grünen Baum“ genannt. Ab 1894 wurde das Gebäude mit dem Bürgerhaus am Stadtplatz 44 grundbücherlich verbunden. Der österreichische Lyriker und Essayist Camillo Valerian Susan verbrachte in diesem Haus seine Kindheit und Jugendjahre. | BDA-Hist.: Q37984598 Status: Bescheid Stand der BDA-Liste: 2025-06-30 Name: Bürgerhaus GstNr.: 139 |
| ja   | Datei hochladen | Bürgerhaus HERIS-ID: 38854 Objekt-ID: 38465                                                              | Stadtplatz 44 Standort KG: Wels                  | Der Baukern des Hauses stammt aus dem 15. oder 16. Jahrhundert. Aus der Zeit um 1895 stammt das späthistoristische Hinterhaus und gehörte zur ehemaligen Eisenhandlung Gortana. | BDA-Hist.: Q37984616 Status: Bescheid Stand der BDA-Liste: 2025-06-30 Name: Bürgerhaus GstNr.: 138 |
| ja   | Datei hochladen | Bürgerhaus HERIS-ID: 38855 Objekt-ID: 38466                                                              | Stadtplatz 45 Standort KG: Wels                  | Der Kern des Hauses stammt aus dem 16. Jahrhundert. Es besitzt ein auffallendes vorkragendes Obergeschoß mit einem Erker. Der erste Stock trägt ein stuckiertes Tonnengewölbe, das um 1600 entstanden ist. Im Hof befinden sich Säulenarkaden. | BDA-Hist.: Q37984635 Status: Bescheid Stand der BDA-Liste: 2025-06-30 Name: Bürgerhaus GstNr.: 137/1 |
| ja   | Datei hochladen | Bürgerhaus HERIS-ID: 38856 Objekt-ID: 38467                                                              | Stadtplatz 46 Standort KG: Wels                  | Der Kern des Hauses stammt aus dem 16. Jahrhundert. Die Fassade wurde zum Teil barockisiert. Die Stuckarbeiten stammen aus dem dritten Viertel des 18. Jahrhunderts. Im Inneren befindet sich ein Hof mit Arkaden. | BDA-Hist.: Q37984657 Status: Bescheid Stand der BDA-Liste: 2025-06-30 Name: Bürgerhaus GstNr.: 136 |
| ja   | Datei hochladen | Bürgerhaus HERIS-ID: 38857 Objekt-ID: 38468                                                              | Stadtplatz 47 Standort KG: Wels                  | Ein dreigeschoßiges Wohnhaus mit einem zentralen vorkragenden Erker im Obergeschoß. | BDA-Hist.: Q37984681 Status: Bescheid Stand der BDA-Liste: 2025-06-30 Name: Bürgerhaus GstNr.: 131 |
| ja   | Datei hochladen | Bürgerhaus, ehem. Graf Kazianer’sches Freihaus HERIS-ID: 38858 Objekt-ID: 38469                          | Stadtplatz 48 Standort KG: Wels                  | Die ersten Besitzer und auch das Jahr der Erhebung zum Freisitz (Freihaus) sind unbekannt. Die Grafen von Kätzianer bewohnten dieses Haus bereits zu Anfang des 16. Jahrhunderts und besaßen es bis 1707. Danach wechselte es mehrmals den Besitzer. Es ist auch unter dem Namen Piberbach’sches Haus bekannt. | BDA-Hist.: Q37984699 Status: Bescheid Stand der BDA-Liste: 2025-06-30 Name: Bürgerhaus GstNr.: 130/2 |
| ja   | Datei hochladen | Bürgerhaus HERIS-ID: 38859 Objekt-ID: 38470                                                              | Stadtplatz 49 Standort KG: Wels                  | Die Fassade stammt aus dem frühen 19. Jahrhundert und ist in typisch klassizistischem Stil ausgeführt mit rundbogigen Fensterbekrönungen. Bemerkenswert ist das Relief aus Terrakotta in den Fensterlünetten. | BDA-Hist.: Q37984718 Status: Bescheid Stand der BDA-Liste: 2025-06-30 Name: Bürgerhaus GstNr.: 129/1 |
| ja   | Datei hochladen | Bürgerhaus HERIS-ID: 38860 Objekt-ID: 38471                                                              | Stadtplatz 50 Standort KG: Wels                  | Ein Wohnhaus aus dem Ende des 16. Jahrhunderts mit spätbarocker Putzgliederung an der Fassade. Im ersten Stock befindet sich eine Halle mit Stuckleisten. Der Innenhof wird durch Säulenarkaden begrenzt. Bemerkenswert sind auch die Holzkastenfenster mit nach außen aufschlagenden Fensterflügel. | BDA-Hist.: Q37984750 Status: Bescheid Stand der BDA-Liste: 2025-06-30 Name: Bürgerhaus GstNr.: 128 |
| ja   | Datei hochladen | Bürgerhaus HERIS-ID: 43781 Objekt-ID: 44459                                                              | Stadtplatz 51 Standort KG: Wels                  | Erstmal urkundlich erwähnt wurde das Haus Mitte des 15. Jahrhunderts und war im Laufe der Zeit im Besitz von Händlern und Bierbrauern. Die schlichte Putzgliederung an der Fassade stammt aus dem 18. und 19. Jahrhundert. Auffällig ist eine unregelmäßige Anordnung der Fenster mit Faschen und Stabrahmung. Markant ist auch eine Bogenöffnung in der Vorschussmauer für den Dachwasserablauf entlang der Vorderseite des Gebäudes. Die sonst schlichte Fassade zeigt zwischen dem zweiten und dritten Obergeschoß ein Bild in geschwungener Trapezform mit der Darstellung der Krönung Mariens. | BDA-Hist.: Q38005061 Status: Bescheid Stand der BDA-Liste: 2025-06-30 Name: Bürgerhaus GstNr.: 127 |
| ja   | Datei hochladen | Bürgerhaus HERIS-ID: 38861 Objekt-ID: 38472                                                              | Stadtplatz 52 Standort KG: Wels                  | Bürgerhaus mit beeindruckender Rokokofassade aus der zweiten Hälfte des 18. Jahrhunderts und einer prachtvollen Stuckdecke im zweiten Geschoß. Bereits Mitte des 15. Jahrhunderts findet man die erste urkundliche Erwähnung dieses Hauses. | BDA-Hist.: Q37984760 Status: Bescheid Stand der BDA-Liste: 2025-06-30 Name: Bürgerhaus GstNr.: 124 Stadtplatz 52 (Wels) |
| ja   | Datei hochladen | Bürgerhaus HERIS-ID: 38862 Objekt-ID: 38473                                                              | Stadtplatz 53 Standort KG: Wels                  | Der Kern des Gebäudes stammt aus dem 16. Jahrhundert. Die Fassade an der schmalen Vorderfront stammt aus dem 18. Jahrhundert und zeigt Stuckornamente. In der hohen Blendmauer befindet sich mittig ein mit Stuck gefasstes Dachfenster. | BDA-Hist.: Q37984788 Status: Bescheid Stand der BDA-Liste: 2025-06-30 Name: Bürgerhaus GstNr.: 121 |
| ja   | Datei hochladen | Bürgerhaus HERIS-ID: 38863 Objekt-ID: 38474                                                              | Stadtplatz 54 Standort KG: Wels                  | Seit Jahrhunderten ein Geschäftshaus, das im Grundriss dem Nachbarhaus gleicht und ebenso ein mehrstöckiges Hinterhaus besitzt. Erste urkundliche Erwähnung datiert aus dem Jahre 1517. | BDA-Hist.: Q37984809 Status: Bescheid Stand der BDA-Liste: 2025-06-30 Name: Bürgerhaus GstNr.: 120 |
| ja   | Datei hochladen | Stadtarchiv HERIS-ID: 52680 Objekt-ID: 60162                                                             | Stadtplatz 55 Standort KG: Wels                  | Ein fünfachsiges, dreigeschoßiges Wohnhaus mit rustizierter Außenfassade und ornamentverzierten Fensterbekrönungen im Obergeschoß. Im Hof befinden sich Säulenarkaden aus dem 16. Jahrhundert. Vor der Errichtung der Dragonerkaserne diente das Gebäude als Stadtquartierhaus. Ab der zweiten Hälfte des 19. Jahrhunderts beherbergte es zivile Einrichtungen, vor allem ab 1904 70 Jahre lang die Stadtbücherei. | BDA-Hist.: Q38053463 Status: § 2a Stand der BDA-Liste: 2025-06-30 Name: Stadtarchiv GstNr.: 119 Stadtplatz 55 (Stadtarchiv), Wels |
| ja   | Datei hochladen | Bürgerhaus, ehem. Hohenfelder’sches Freihaus HERIS-ID: 43657 Objekt-ID: 44311                            | Stadtplatz 56 Standort KG: Wels                  | Ab dem 14. Jahrhundert von den Grafen von Hohenfeldern bewohnt bekam es den Namen Hohenfelder’sches Freihaus. Es wurde später zu einem Militärspital umgewandelt, dem sog. Hohenfeld’schen Beneficiatenhaus. Seit 1784 ist es in weltlichem Besitz. | BDA-Hist.: Q38004593 Status: Bescheid Stand der BDA-Liste: 2025-06-30 Name: Bürgerhaus GstNr.: 118 |
| ja   | Datei hochladen | Bürgerhaus HERIS-ID: 46881 Objekt-ID: 49177                                                              | Stadtplatz 57 Standort KG: Wels                  | Ein dreiachsiges Gebäude mit einer Fassade aus dem späten 19. Jahrhundert im Stil der Neorenaissance. Auffallend sind die verdoppelten Fenster im ersten Obergeschoß und die ausgeprägten Schlusssteine der Fensterbekrönungen im Dachgeschoß. In der Liste der Besitzer des Hauses findet sich auch der ehemalige Bürgermeister von Wels Johann Haslroithner, welcher einer Lederer-Dynastie entstammte. | BDA-Hist.: Q38024407 Status: Bescheid Stand der BDA-Liste: 2025-06-30 Name: Bürgerhaus GstNr.: 117/1, 117/2 |
| ja   | Datei hochladen | Bürgerhaus HERIS-ID: 44582 Objekt-ID: 45406                                                              | Stadtplatz 58 Standort KG: Wels                  | Der Kern des Gebäudes stammt aus dem Spätmittelalter. Die Lage des Hauses ist markant, da es einerseits direkt an der Stadtmauer liegt und andererseits mit einem Trakt des Ledererturms verbunden ist. Der darunterliegende Durchgang wurde 1928 errichtet. Eine Keramik mit der Darstellung einer Gans an der Fassade weist auf das Gewerbe der Fleischhauer, welche längere Zeit das Haus bewohnten. | BDA-Hist.: Q38010118 Status: Bescheid Stand der BDA-Liste: 2025-06-30 Name: Bürgerhaus GstNr.: 116 Stadtplatz 58 (Wels) |
| ja   | Datei hochladen | Schalenturm der Stadtbefestigung beim Ledererturm HERIS-ID: 109897 Objekt-ID: 127538                     | bei Stadtplatz 58 Standort KG: Wels              | Ein kleiner hufeisenförmiger Turm an der Stadtmauer und unmittelbar nördlich des Ledererturmes. | BDA-Hist.: Q37815903 Status: § 2a Stand der BDA-Liste: 2025-06-30 Name: Schalenturm der Stadtbefestigung beim Ledererturm GstNr.: 113/2 |
| ja   | Datei hochladen | Stadttor, Ledererturm HERIS-ID: 102276 Objekt-ID: 118658                                                 | Stadtplatz 59 Standort KG: Wels                  | Der Ledererturm ist der einzige erhaltene Stadtturm der Stadt und wurde im 13. Jahrhundert errichtet. Der Bau war ursprünglich gotisch und wurde später im Stil der Renaissance umgestaltet. Der Turm zeigt die Jahreszahl 1618. Die seitlichen Durchgänge stammen aus jüngerer Zeit. | BDA-Hist.: Q19411238 Status: § 2a Stand der BDA-Liste: 2025-06-30 Name: Stadttor, Ledererturm GstNr.: 115 Ledererturm Wels |
| ja   | Datei hochladen | Bürgerhaus HERIS-ID: 43728 Objekt-ID: 44404                                                              | Stadtplatz 60 Standort KG: Wels                  | Mit der ersten urkundlichen Erwähnung im Jahre 1326 ist es das älteste bekannte Haus von Wels. In der Liste der Besitzer findet man das Stift Lambach und ab 1577 bürgerliche Eigentümer. Der Kern des Gebäudes ist spätgotisch. Mit dem Ledererturm ist es durch einen Trakt verbunden, von dem 1960 ein Durchgang ausgebrochen wurde. | BDA-Hist.: Q38005010 Status: Bescheid Stand der BDA-Liste: 2025-06-30 Name: Bürgerhaus GstNr.: 251 |
| ja   | Datei hochladen | Bürgerhaus HERIS-ID: 38864 Objekt-ID: 38475                                                              | Stadtplatz 61 Standort KG: Wels                  | Das dreigeschoßige, fünfachsige Gebäude besitzt eine neobarocke Fassade aus der Zeit um 1900 und nach außen aufschlagenden Holzkastenfenster. Die rückseitig angrenzende historische Stadtmauer ist bei der letzten Sanierung 1999 erhalten geblieben. | BDA-Hist.: Q37984821 Status: Bescheid Stand der BDA-Liste: 2025-06-30 Name: Bürgerhaus GstNr.: 249 Stadtplatz 61 (Wels) |
| ja   | Datei hochladen | Kremsmünstererhof HERIS-ID: 38865 Objekt-ID: 38476                                                       | Stadtplatz 62, 63 Standort KG: Wels              | Dies war das Handelshaus des Ruprecht Trinker, der im 16. Jahrhundert bis Italien Handel trieb. Später war es im Besitz des Grafen Herberstorff, der das Haus an das Stift Kremsmünster verkaufte. Es besitzt eine spätbarocke Fassade. Das aus Steinquadern bestehende Portal ist von zwei Pfeilern mit Vasen flankiert. Darüber befindet sich das Wappen des Stiftes Kremsmünster. | BDA-Hist.: Q37984843 Status: Bescheid Stand der BDA-Liste: 2025-06-30 Name: Kremsmünstererhof GstNr.: 248, 246 Kremsmünstererhof |
| ja   | Datei hochladen | Bürgerhaus HERIS-ID: 38866 Objekt-ID: 38477                                                              | Stadtplatz 65, bei Standort KG: Wels             | Das Gebäude war unter dem Namen „Oberbad“ bekannt und wurde wegen irreparabler Schäden 1976 abgerissen. Anmerkung: Grundstücksnummer bezieht sich auf einen Parkplatz. Die Adresse Stadtplatz 64, Wels ist nicht vergeben. | BDA-Hist.: Q37984867 Status: Bescheid Stand der BDA-Liste: 2025-06-30 Name: Bürgerhaus GstNr.: 244 |
| ja   | Datei hochladen | Bürgerhaus HERIS-ID: 43686 Objekt-ID: 44355                                                              | Stadtplatz 65 Standort KG: Wels                  | Der Baukern dieses Hauses ist fast durchgehend spätgotisch-renaissancezeitlich. Es besitzt auch einen kleinen Arkadenhof. Im Zuge der Renovierung 1997 wurden im Inneren wertvolle Riemlingdecken aus der Renaissance sowie ornamentale Wandbemalungen aus dem 16. Jahrhundert entdeckt. | BDA-Hist.: Q38004786 Status: Bescheid Stand der BDA-Liste: 2025-06-30 Name: Bürgerhaus GstNr.: 245 |
| ja   | Datei hochladen | Bürgerhaus HERIS-ID: 38867 Objekt-ID: 38478                                                              | Stadtplatz 66 Standort KG: Wels                  | Dieses Bürgerhaus ist ausgezeichnet durch einen gotischen Breiterker mit profilierten Konsolen, der sich fast über die gesamte Länge der Vorderfront zieht. | BDA-Hist.: Q37984875 Status: Bescheid Stand der BDA-Liste: 2025-06-30 Name: Bürgerhaus GstNr.: 240 |
| ja   | Datei hochladen | Bürgerhaus HERIS-ID: 44849 Objekt-ID: 45729                                                              | Stadtplatz 67 Standort KG: Wels                  | Ein heruntergekommenen Vorgängerbau aus dem 14. Jahrhundert wurde abgerissen und nach 1660 durch einen Neubau ersetzt. Die spätbarocke Fassade besitzt Fenster mit Faschen und Gesimsverdachungen. Im Dachgeschoß sitzen vier querovale Dachluken. | BDA-Hist.: Q38011284 Status: Bescheid Stand der BDA-Liste: 2025-06-30 Name: Bürgerhaus GstNr.: 238 |
| ja   | Datei hochladen | Bürgerhaus HERIS-ID: 44848 Objekt-ID: 45728                                                              | Stadtplatz 68 Standort KG: Wels                  | Der Baukern des Hauses stammt aus dem 16. Jahrhundert. Die Fassade geht auf eine Neugestaltung aus dem Jahre 1901 zurück. Das Erdgeschoß wurde in den 1970er Jahren neu gestaltet. Bis in die Mitter der 1960er Jahre beherbergte das Gebäude ein Gasthaus. | BDA-Hist.: Q38011273 Status: Bescheid Stand der BDA-Liste: 2025-06-30 Name: Bürgerhaus GstNr.: 237 |
| ja   | Datei hochladen | Hotel Goldenes Kreuz HERIS-ID: 44583 Objekt-ID: 45407                                                    | Stadtplatz 69 Standort KG: Wels                  | Der Gasthof besitzt einen spätmittelalterlichen Baukern und wurde 1911 vom österreichischen Architekten Mauriz Balzarek ausgebaut und mit einer neuen Fassade versehen. Im Inneren findet sich eine datierte Inschrift aus dem Jahre 1660. „M W 1660 S W“ bedeutet vermutlich „Minoriten Wels 1660 Stadt Wels“. | BDA-Hist.: Q38010129 Status: Bescheid Stand der BDA-Liste: 2025-06-30 Name: Hotel Goldenes Kreuz GstNr.: 236 |
| ja   | Datei hochladen | Kindergarten der Kreuzschwestern, sog. Herz-Jesu-Anstalt HERIS-ID: 97145 Objekt-ID: 112891               | Stefan-Fadinger-Straße 10 Standort KG: Wels      | | BDA-Hist.: Q37769503 Status: § 2a Stand der BDA-Liste: 2025-06-30 Name: Kindergarten der Kreuzschwestern, sog. Herz-Jesu-Anstalt GstNr.: 1546 |
| ja   | Datei hochladen | Traunbrücke HERIS-ID: 98275 Objekt-ID: 114175                                                            | bei Traungasse 29 Standort KG: Wels              | Die Traunbrücke wurde 1901 durch die Brückenbauanstalt Ignaz Gridl aus Wien als Stahltragwerk mit zwei großen Bögen und Fachwerk aus Vertikalstäben in einfachen secessionistischen Formen errichtet. Getragen wird die Brücke von durch mit Granitsteinquader verkleideten Brückenköpfen und mächtigen Mittelpfeilern. Sie verbindet die Gemeindegebiete von Thalheim bei Wels und Wels. | BDA-Hist.: Q37771777 Status: § 2a Stand der BDA-Liste: 2025-06-30 Name: Traunbrücke GstNr.: 2470/4, 2636 Traunbrücke Wels - Thalheim |
| ja   | Datei hochladen | Bürgerhaus HERIS-ID: 38869 Objekt-ID: 38480                                                              | Traungasse 3 Standort KG: Wels                   | | BDA-Hist.: Q37984920 Status: Bescheid Stand der BDA-Liste: 2025-06-30 Name: Bürgerhaus GstNr.: 192/1 |
| ja   | Datei hochladen | Bürgerhaus, Teil des Rathauses HERIS-ID: 38871 Objekt-ID: 38482                                          | Traungasse 6 Standort KG: Wels                   | | BDA-Hist.: Q37984933 Status: Bescheid Stand der BDA-Liste: 2025-06-30 Name: Bürgerhaus, Teil des Rathauses GstNr.: 225 |
| ja   | Datei hochladen | Bürgerhaus HERIS-ID: 38872 Objekt-ID: 38483                                                              | Traungasse 7 Standort KG: Wels                   | Das Haus besitzt ein prächtiges Portal mit Steinquaderverzierung und eine Inschrift mit der Jahreszahl 1594. Im Inneren ein bemerkenswerter Arkadenhof aus der gleichen Zeit. | BDA-Hist.: Q37984957 Status: Bescheid Stand der BDA-Liste: 2025-06-30 Name: Bürgerhaus GstNr.: 194 |
| ja   | Datei hochladen | Bürgerhaus HERIS-ID: 43802 Objekt-ID: 44480                                                              | Traungasse 8 Standort KG: Wels                   | Der Eingang des Hauses besteht aus einem steinernen Rundportal. Im Inneren befindet sich ein kleiner Arkadenhof mit abgefasten Pfeilern. | BDA-Hist.: Q38005106 Status: Bescheid Stand der BDA-Liste: 2025-06-30 Name: Bürgerhaus GstNr.: 226 |
| ja   | Datei hochladen | Bürgerhaus HERIS-ID: 38873 Objekt-ID: 38484                                                              | Traungasse 9 Standort KG: Wels                   | | BDA-Hist.: Q37984978 Status: Bescheid Stand der BDA-Liste: 2025-06-30 Name: Bürgerhaus GstNr.: 195 |
| ja   | Datei hochladen | Bürgerhaus HERIS-ID: 43803 Objekt-ID: 44481                                                              | Traungasse 10 Standort KG: Wels                  | | BDA-Hist.: Q38005111 Status: Bescheid Stand der BDA-Liste: 2025-06-30 Name: Bürgerhaus GstNr.: 227 |
| ja   | Datei hochladen | Bürgerhaus HERIS-ID: 45288 Objekt-ID: 46515                                                              | Traungasse 11 Standort KG: Wels                  | | BDA-Hist.: Q38014900 Status: Bescheid Stand der BDA-Liste: 2025-06-30 Name: Bürgerhaus GstNr.: 199 |
| ja   | Datei hochladen | Bürgerhaus HERIS-ID: 38874 Objekt-ID: 38485                                                              | Traungasse 12 Standort KG: Wels                  | Die Fassade des Hauses stammt von 1720. Im Inneren befindet sich ein kleiner verbauter Arkadenhof. | BDA-Hist.: Q37984998 Status: Bescheid Stand der BDA-Liste: 2025-06-30 Name: Bürgerhaus GstNr.: 228/1 |
| ja   | Datei hochladen | Flößerkapelle mit hl. Johannes Nepomuk-Statue HERIS-ID: 110152 Objekt-ID: 127810                         | bei Traungasse 12 Standort KG: Wels              | Die barocke Kapelle des hl. Nepomuk wurde 1732 von der Flößerzeche errichtet. Unmittelbar daneben befand sich der Traunturm, der allerdings 1842 abgetragen wurde. | BDA-Hist.: Q37817431 Status: § 2a Stand der BDA-Liste: 2025-06-30 Name: Flößerkapelle mit hl. Johannes Nepomuk-Statue GstNr.: 228/2 Flößerkapelle Wels |
| ja   | Datei hochladen | Bürgerhaus HERIS-ID: 45276 Objekt-ID: 46493                                                              | Traungasse 13 Standort KG: Wels                  | | BDA-Hist.: Q38014840 Status: Bescheid Stand der BDA-Liste: 2025-06-30 Name: Bürgerhaus GstNr.: 200 |
| ja   | Datei hochladen | Schulen der Franziskanerinnen Wels HERIS-ID: 52689 Objekt-ID: 60171                                      | Vogelweiderstraße 2, 4 Standort KG: Wels         | Geplant und errichtet wurde das Schulgebäude der Franziskanerinnen von Wels von Architekt Hans Steineder. Als 1928/29 mit dem Bau der Schule begonnen wurde entdeckte man Reste eines römischen Thermalbades. 1945 wurde ein Teil des Hauses durch Bomben zerstört, der bewohnbare Teil zum Lazarett umfunktioniert. Nach dem Wiederaufbau 1960 wurde der reguläre Unterricht wieder aufgenommen. Im Laufe der Jahrzehnte erfuhr das Gebäude Erneuerungen, Neugestaltung des Eingangsbereiches und bekam einige Zubauten. | BDA-Hist.: Q38053502 Status: § 2a Stand der BDA-Liste: 2025-06-30 Name: Schulen der Franziskanerinnen Wels GstNr.: 895/1 |
| ja   | Datei hochladen | Moritz Etzold-Turnhalle HERIS-ID: 52700 Objekt-ID: 60183                                                 | Volksgartenstraße 17 Standort KG: Wels           | Die Turnhalle wurde von 1927 bis 1930 nach Entwürfen von Leo Keller errichtet und zählt zu den Bauten der klassischen Moderne. Sie beherbergt den „Welser Turnverein 1862“. 1997 wurde die Halle saniert, wobei die originale Bauausstattung erhalten wurde. | BDA-Hist.: Q38053551 Status: Bescheid Stand der BDA-Liste: 2025-06-30 Name: Moritz Etzold-Turnhalle GstNr.: 309/1 |
| ja   | Datei hochladen | Stadtmauer HERIS-ID: 59378 Objekt-ID: 70633                                                              | Standort KG: Wels                                | Großflächig; angegebener Standort bezieht sich auf Grundstück Nr. 107. Reste der mittelalterlichen Stadtmauer. | BDA-Hist.: Q38087115 Status: Bescheid Stand der BDA-Liste: 2025-06-30 Name: Stadtmauer GstNr.: 251, 242, 228/1, 99, 117, 116, 2477, 249, 115, 202/1, 233, 239, 105, 107, 104, 211, 204, 210, 205/1, 163/1, 146/2, 246, 2, 19/1, 19/2, 146/1 Stadtmauer (Wels) |

## Ehemalige Denkmäler
| Foto |                 | Denkmal                                                                             | Standort                              | Beschreibung                                    | Metadaten |
| ---- | --------------- | ----------------------------------------------------------------------------------- | ------------------------------------- | ----------------------------------------------- | --- |
| ja   | Datei hochladen | St. Berthold HERIS-ID: 110158 Objekt-ID: 127817bis 2023                             | Rainerstraße 13, 15 Standort KG: Wels | Gebäude des katholischen Internats St. Berthold | BDA-Hist.: Q37817458 Status: § 2a Stand der BDA-Liste: 2023-06-05 Name: St. Berthold GstNr.: 913/1                                              |
| ja   | Datei hochladen | Fundgebiet Wels-Marktgelände bis 2011                                               | Wels Standort KG: Wels                | Keine sichtbaren Ausgrabungen.                  | WD-Item: fehlt! Status: Bescheid Stand der BDA-Liste: 2011-05-30 Name: Fundgebiet Wels-Marktgelände GstNr.: 659                                 |
| ja   | Datei hochladen | Römerzeitliche Siedlungsbefunde HERIS-ID: 112320 Objekt-ID: 130462von 2014 bis 2024 | Dr.-Koss-Straße 17 Standort KG: Wels  | Anmerkung: Koordinaten grundstücksgenau         | BDA-Hist.: Q37830446 Status: § 9-Feststellung Bodendenkmal Stand der BDA-Liste: 2024-06-15 Name: Römerzeitliche Siedlungsbefunde GstNr.: 759/13 |